# معماری دوران نوسنگی

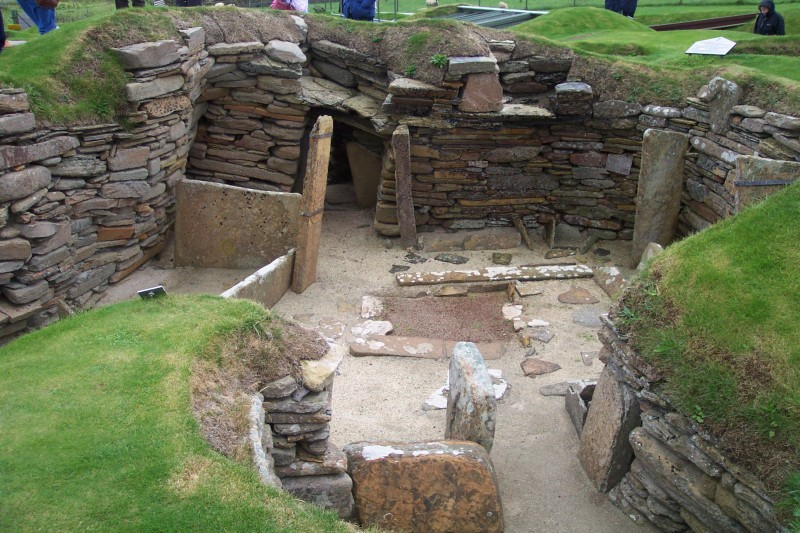
اکتشافات در سکارا بارای

معماری نوسنگی دربرگیرندهٔ سازه‌های انسانی قارهٔ اوراسیا از دوران نوسنگی (آخرین دورهٔ عصر حجر)، و سازه‌های انسانی در قارهٔ آمریکا و جزایر اقیانوس آرام تا برقراری ارتباطشان با اوراسیایی‌ها است.

## یکجانشینی

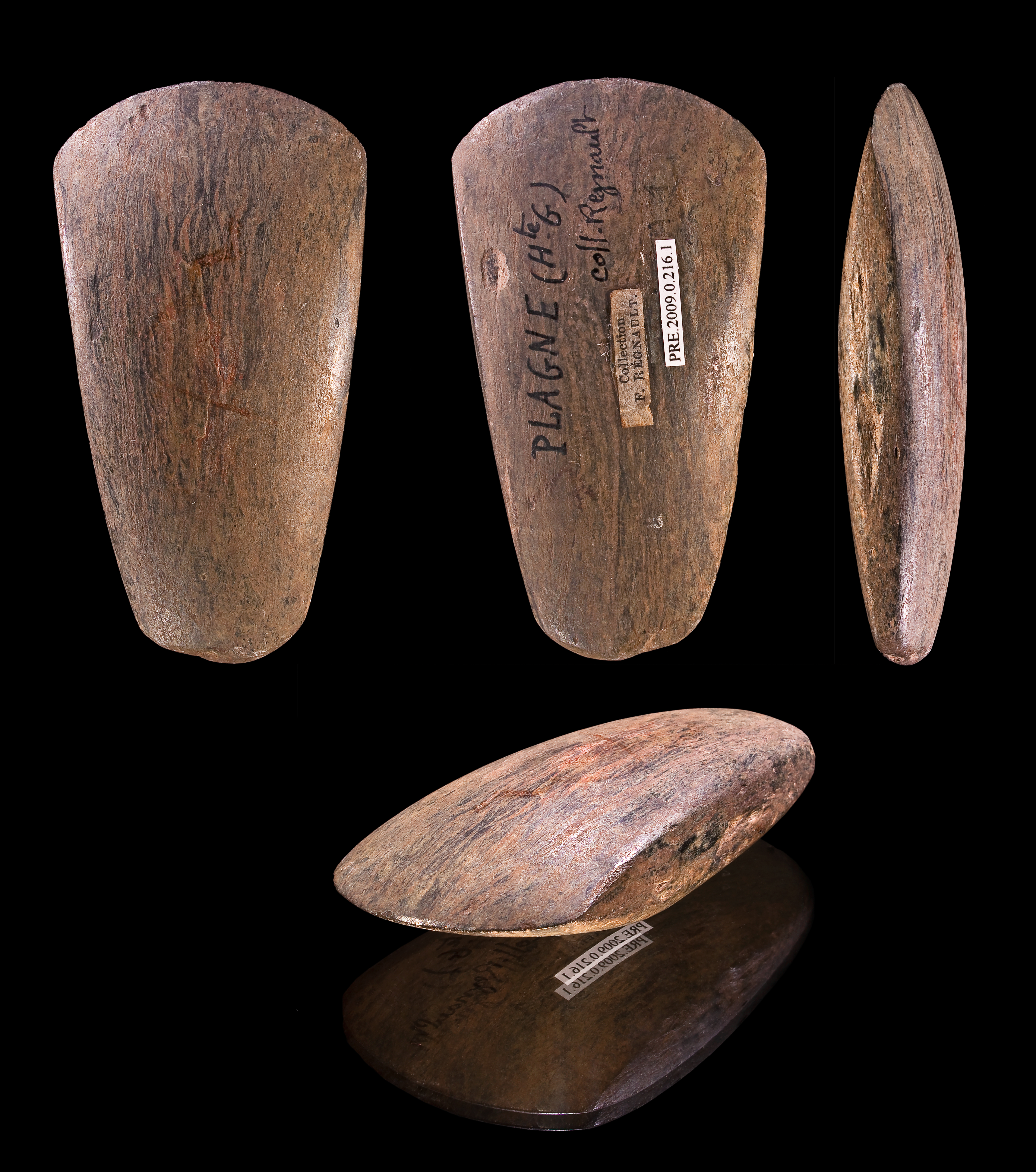
تبر جلاداده شده مربوط به دوران نوسنگی، از موزه تولوز فرانسه

مبدأ دوران نوسنگی، انقلاب نوسنگی است،
نامی که بر اتخاذ «یک‌جانشینی» و «اهلی کردن» (کشاورزی و دامداری) از سوی جوامعی که پیش از آن شکارچی-گردآورنده بودند گذارده می‌شود.
در مورد سببِ وقوعِ انقلاب نوسنگی بین محققان اتفاق نظری وجود ندارد،
ولی بیشتر آرای مربوط به آن را می‌توان در دو مدل کلیِ دافعه (اینکه شکارچی-گردآورنده‌ها به واسطه تغییرات آب‌وهوایی یا فشارِ جمعیت مجبور به یکجانشینی شده‌اند) یا جاذبه (یکجانشینی به دلیل منافعِ اقتصادی کشاورزی و میل به کاهش ریسک و افزایش ثروت صورت گرفته‌است) رده‌بندی کرد. برخی محققان نیز بر این باورند که مهم‌ترین عامل انقلاب نوسنگی تغییر در فرهنگ مادی به ویژه فناوری برش سنگ است.
وجود شواهدی مبنی بر شکل‌گیری روستاها پیش از انقلاب نوسنگی به ویژه در خاور نزدیک، این نظریه را که یکجانشینی پیش از دوران نوسنگی به وجود آمده میسر ساخته‌است. به گفتهٔ فلانری، کشاورزی و یکجانشینی احتمالاً مستقل از هم به وجود آمده‌اند و امکان دارد با هم ارتباط چندانی نداشته باشند.
به هر رو، معمولاً تفاوت مهم دوران میان‌سنگی و دوران نوسنگی در وجود «محیط مصنوع معمارانه»[یادداشت] دانسته می‌شود. تغییر سرپناه آدمی از محیط طبیعی به محیط مصنوع خود موجب پدید آمدن روشی بکر از زندگی شد. به گفته هلمز، یکجانشینی بخشی از تغییر نگرشی بزرگتر به شناخت افراد از دیگران (از جمله حیوانات، خویشان، و غریبه‌ها) بوده‌است. یکجانشینی، که بین ده تا بیست هزار سال پیش شروع شد، امری نسبتاً جدید در تاریخ بیش از یک میلیون سالهٔ زندگی بشری است.
کشاورزی نیز در این میان نقش داشته‌است، چرا که در زندگی کشاورزی زمان—که برای کاشت‌وبرداشت امری ضروری است—و به تبع آن تاریخ نقشی مهم‌تر در زندگی بازی می‌کنند. در جوامع کشاورزی مردگان به موضوعی برای معناسازی‌های نمادین تبدیل می‌شوند و به آن‌ها نقش نیاکانی داده می‌شود که می‌توان برای به خاطرسپاری آن‌ها سازه‌های یادمانی ساخت. به گفته واتکیز محیط زندگی درین دوران به «انبار نمادها» تبدیل می‌شود. محوطه‌های آیینی اطلاعاتی در مورد رفتارهای مطلوب در خود داشتند—امری که در دوران بعدی بر عهده نوشتن بود—و مکان‌های مقدس از اماکن مربوط به زندگی روزمره تفکیک شدند. برخی انقلاب نوسنگی را انقلاب تولید غذا نیز خوانده‌اند.

## خاور نزدیک در دورهٔ نوسنگی
بنا به شواهد حاضر، در نخستین هزارهٔ پس از آخرین عصر یخبندان اکولوژی غنی هلال حاصل‌خیز در خاور نزدیک بعضی جوامع شکارچی-گردآورده را به یکجانشینی ترغیب کرد.
یکی از نخستین نمونه‌های این جوامع فرهنگ ناتوفی (حدود ۱۲۵۰۰ (پ.م) تا ۹۵۰۰ (پ.م)) است که در سرزمین شام ظهور نمود.
در روستای عین ملاحه از فرهنگ ناتوفی، بازماندهٔ دیوارهای خشکه‌چین و تیرچال یافت شده‌است. این روستا شامل ۵۰ کلبه تک اتاقی و نیمه زیرزمینی بود و با دیواری سنگی محصور شده بود که ارتفاعش تا ۱۲۰ سانتی‌متر می‌رسید.
جوامع شکارچی-گردآوردهٔ یکجانشین گاهی باز به کوچ‌نشینی روی می‌آوردند، ولی در بلندمدت برخی از آن‌ها دست به اهلی کردن حیوانات و گیاهان زدند، که این سرآغاز عصر نوسنگی در خاور نزدیک بود.

### گاه‌شناسی و جغرافیای خاور نزدیک در عصر نوسنگی
به شکل سنتی، باستان‌شناسان نخستین دورهٔ بلافاصله پس از ابداع کشاورزی را، از آن رو که سفال هنوز ابداع نشده بود، دورهٔ نوسنگی پیش از سفال می‌نامند.
خود این دوره را نیز به دو مرحلهٔ زمانی اصلی تقسیم کرده‌اند: مرحلهٔ نوسنگی پیش از سفال آ (حدود ۱۰۰۰۰ (پ.م) تا ۸۵۰۰ (پ.م)) و مرحلهٔ نوسنگی پیش از سفال ب (حدود ۸۵۰۰ (پ.م) تا ۷۰۰۰ (پ.م).)
در مرحلهٔ نوسنگی پیش از سفال آ بسیاری از جوامع خاور نزدیک به یکجانشینی روی آوردند. نمونه‌های اولیه شهر درین زمان در شام و جنوب آناتولی شکل گرفت.
در مرحلهٔ نوسنگی پیش از سفال ب جمعیت جوامع بسیار بزرگ‌تر شد، آئین‌های مذهبی شکل گرفتند و کشاورزی منبع اصلی غذا گشت. سازه‌های شکوهند مذهبی در مناطقی چون گوبکلی‌تپه به وجود آمدند که نشان از نقش محوری آیین‌های مذهبی در مردم این جوامع دارند. در اریحا رابطهٔ تنگاتنگ بین گورها و یادمان‌ها نشان‌گر ظهور اشکال اولیه‌ای از طبقه‌های اجتماعی و سیاسی است.
برخی محققان برای دوران گذار بین نوسنگی پیش از سفال و نوسنگی با سفال، عنوان «نوسنگی پیش از سفال پ» را پیشنهاد کرده‌اند.
با کشف روش‌های تولید سفال در حدود ۶۴۰۰ (پ.م)، عصری دیگر در هلال حاصل‌خیز آغاز می‌شود که باستان‌شناسان به آن عنوان «نوسنگی با سفال» یا «نوسنگی پسین» داده‌اند.
درین دوران فرهنگ‌هایی با هویت مشخص، مانند فرهنگ حلف در شام و شمال میانرودان و عبید در جنوب میانرودان ظهور یافتند.
در نهایت با آغاز دورهٔ گذار مس‌سنگی در حدود ۳۵۰۰ (پ.م) فرهنگ‌های دوران نوسنگی به تدریج جای خود را به تمدن‌های نوپای عصر برنز دادند.
از آنجا که معماری، اقتصاد، و فناوری فرهنگ‌های دورهٔ مس‌سنگی تفاوت چشم‌گیری با فرهنگ‌های دورهٔ نوسنگی پسین ندارند، بسیاری از محققان فرهنگ‌هایی همچون غسولینی و بئرشبع که مربوط به دوره مس‌سنگی هستند را هم جزء فرهنگ‌های دورهٔ نوسنگی قلمداد می‌کنند.
سرچشمه‌های اصلی انقلاب نوسنگی در خاور نزدیک شامل جنوب آناتولی، شام، و جزیره قبرس متمرکز بود.

### شام

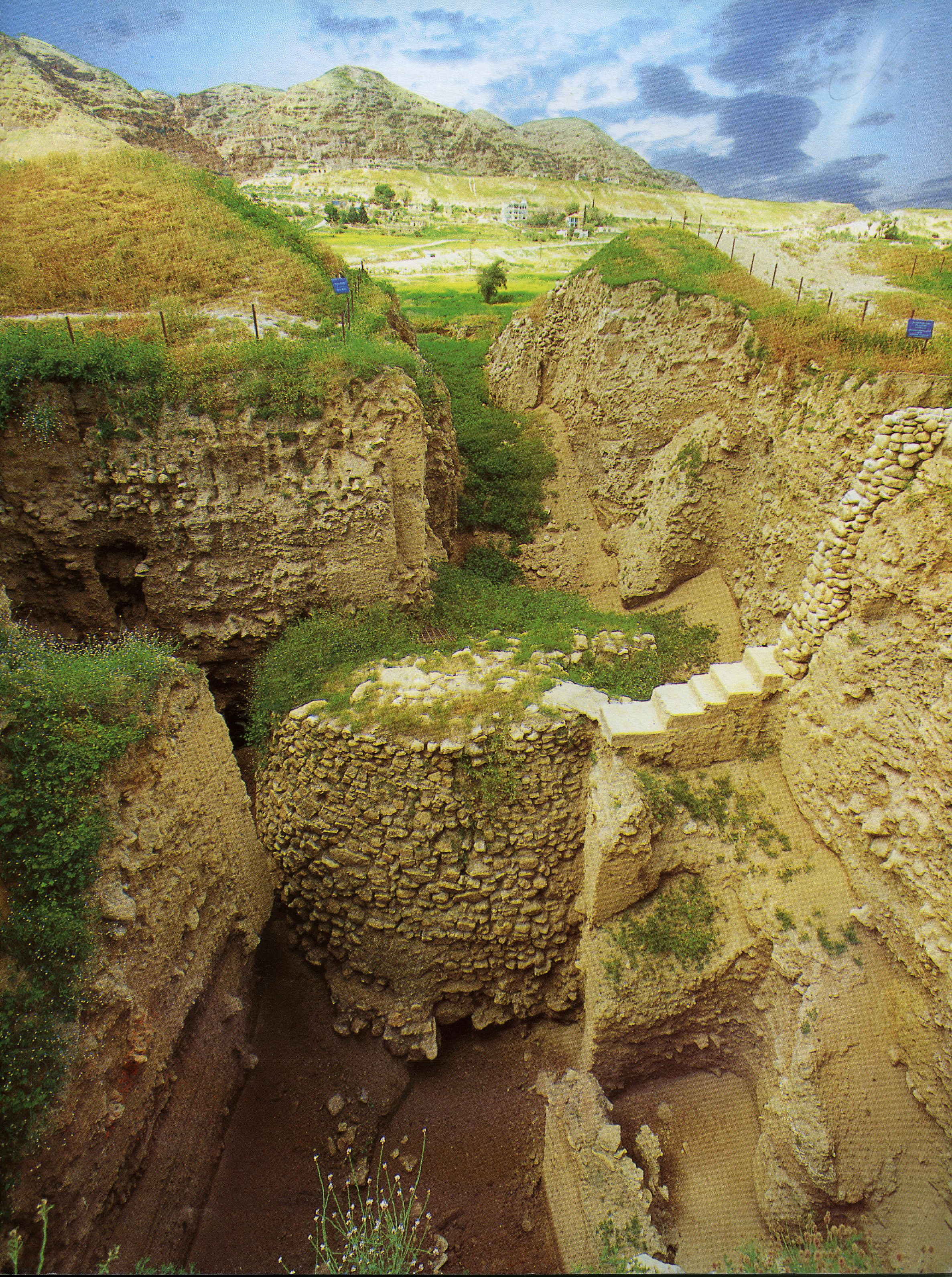
بازمانده برج و دیوار اریحا

تاریخ‌نگاران معماری به سرزمین شام توجهی ویژه دارند، چرا که معماری درین جا شروع شد.

اریحا برجسته‌ترین محوطه شاخص دوران نوسنگی پیش از سفال است.
اریحا یا جریکو شهری است در کرانه باختری رود اردن.
بررسی‌های باستان‌شناسی نشان داده که قدمت اریحا به دوران نوسنگی پیش از سفال آ (حدود ۹۰۰۰ (پ.م)) می‌رسد. پیدا شدن نخستین نمونه‌های جمعیت شهری (حدود ۳۰۰۰ نفر)، ساختمان‌های عمومی، دیوار تدافعی و نشانه‌های سیستم آبیاری باستان‌شناسان را متقاعد کرده‌است که اریحا نخستین سکونت‌گاه شهری تاریخ بوده‌است.

#### شام در دوران نوسنگی پیش از سفال آ

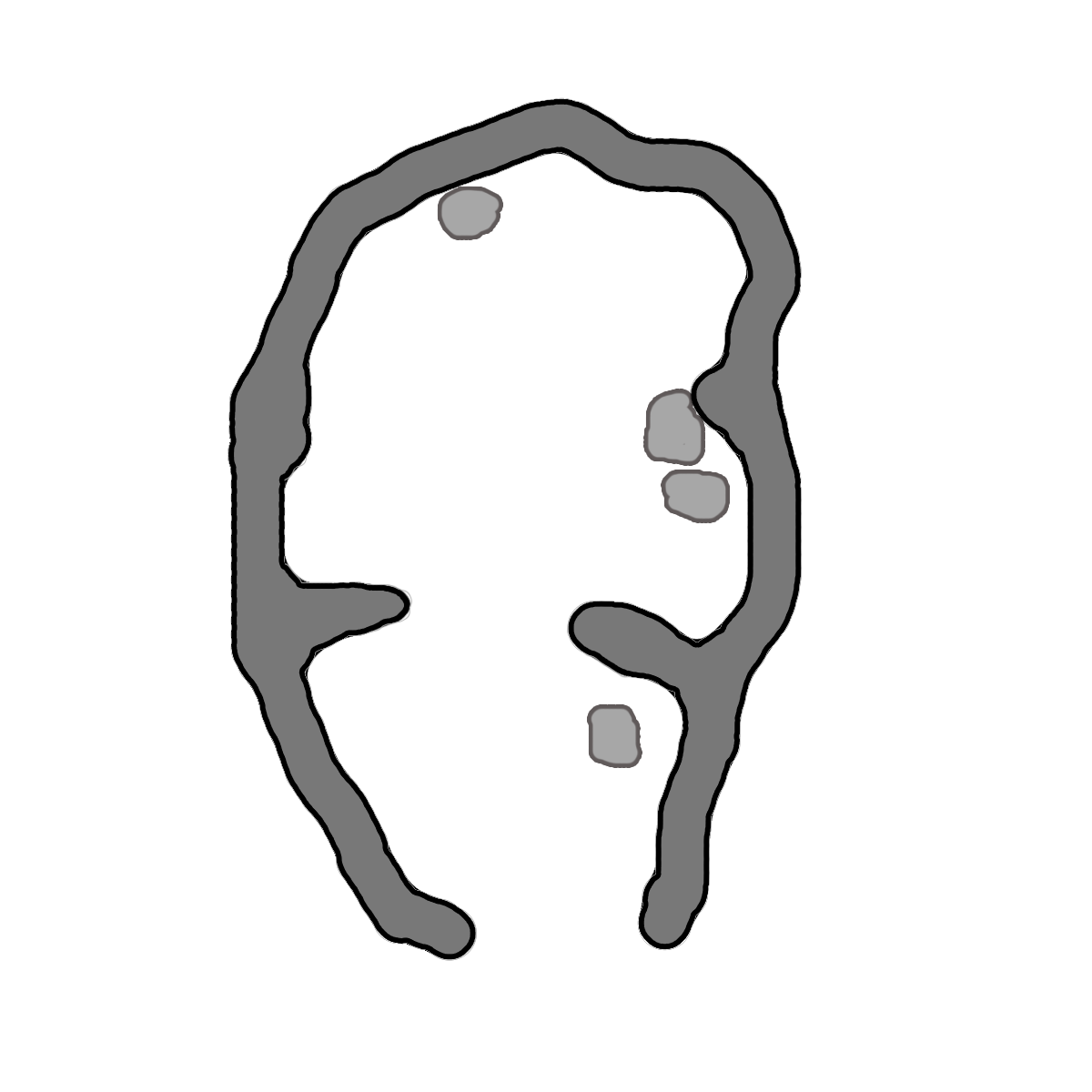
نقشه تیپ سازه‌های مسکونی در دوره نوسنگی پیش از سفال آ

محوطه‌های دورهٔ نوسنگی پیش از سفال آ نزدیک منابع دائمی آب قرار گرفته‌اند. ساختمان‌های این دوران سازه‌های نیمه زیرزمینی گرد و یک طبقه است. گاهی این خانه‌ها جداسازی‌های داخلی داشته‌اند.بیشتر محوطه‌های نوسنگی پیش از سفال آ در جنوب شام قرار دارند.
چگونگی به وجود آمدن اریحا معلوم نیست. در نزدیکی شهر جریکو منبع آب پایداری به نام «چشمه الیسع» (به عربی: مخيم عين سلطان) وجود دارد که ارزش آن در میانه بیابان دریای مرده در گذر هزاره‌ها واضح است.
عرض دیوار اریحا ۱٫۹۸ متر. تعداد پله‌های برج ۲۲ تا.
ظهور سکونت‌گاه شهری در مساحتی سه هکتاری در حدود ۷۵۰۰ (پ.م) رخ داده‌است.
این سکونت‌گاه برای بیش از هزار سال با دیواری قطور با سنگ‌چینی دیوسنگی (معروف به دیوار اریحا) محصور بوده که از ساکنان آن، دارایی‌هایشان، و چشمهٔ آب محافظت می‌کرده‌است.
دیوار جریکو قدیمی‌ترین دیوار تدافعی در جهان است که توسط باستان‌شناسان کشف شده.
یک برج دیده‌بانی سنگی سترگ که در درون این دیوار ساخته شده‌بود بر این دیوار نظارت می‌کرد. پلکانی سنگی در داخل این برج تعبیه شده‌بود که به سربازان اجازه صعود به برج را بدهد.
نظریه‌های دیگر در مورد دیوار و برج اریحا وجود دارد که می‌گوید دیوار اریحا سدی در برابر سیل و برج در واقع یک معبد بوده‌است.
همچنین تغییر خانه‌ها از زیرزمینی به مستقل روی زمین

#### شام در دوران نوسنگی پیش از سفال ب

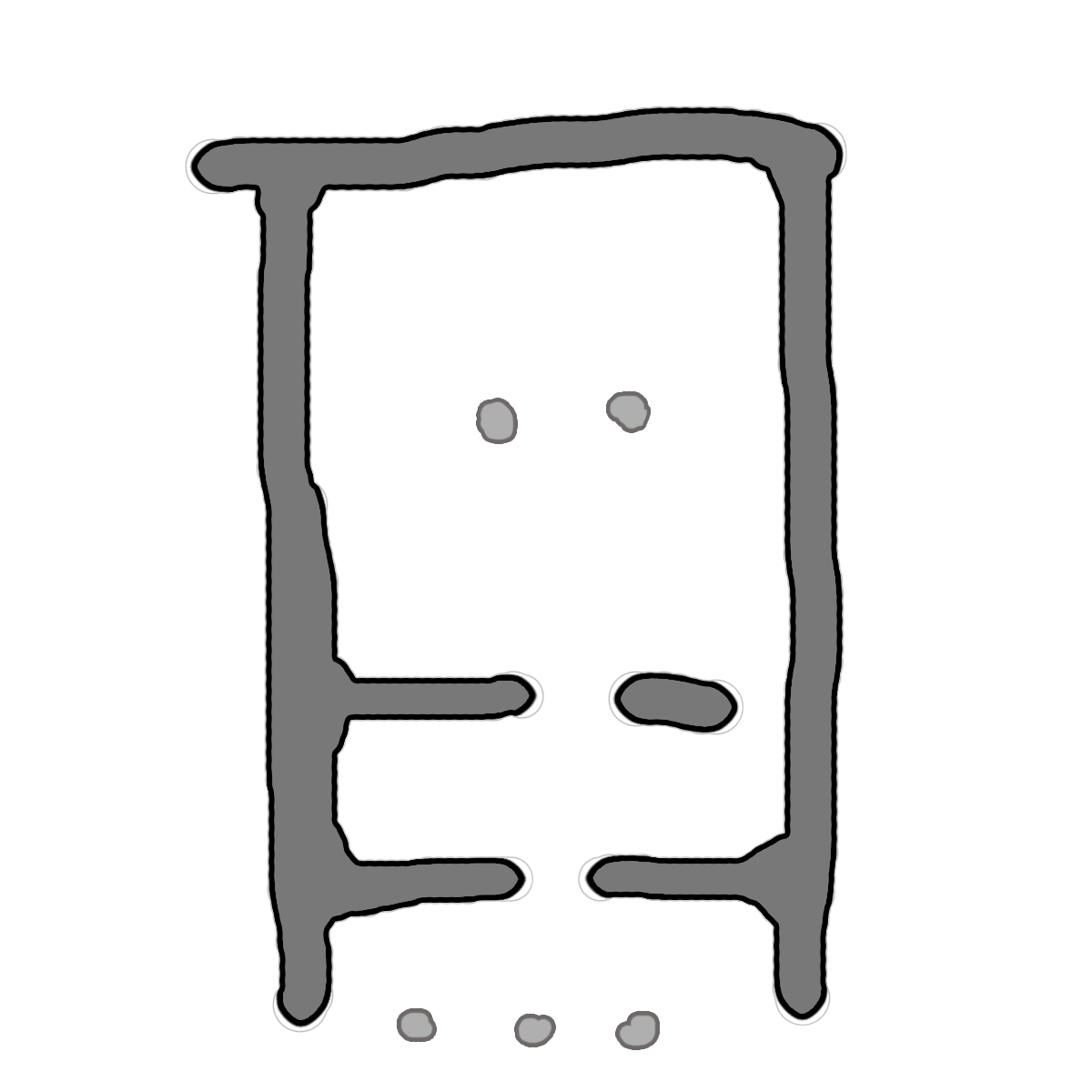
نقشه تیپ سازه‌های مسکونی در دوره نوسنگی پیش از سفال ب (اریحا)

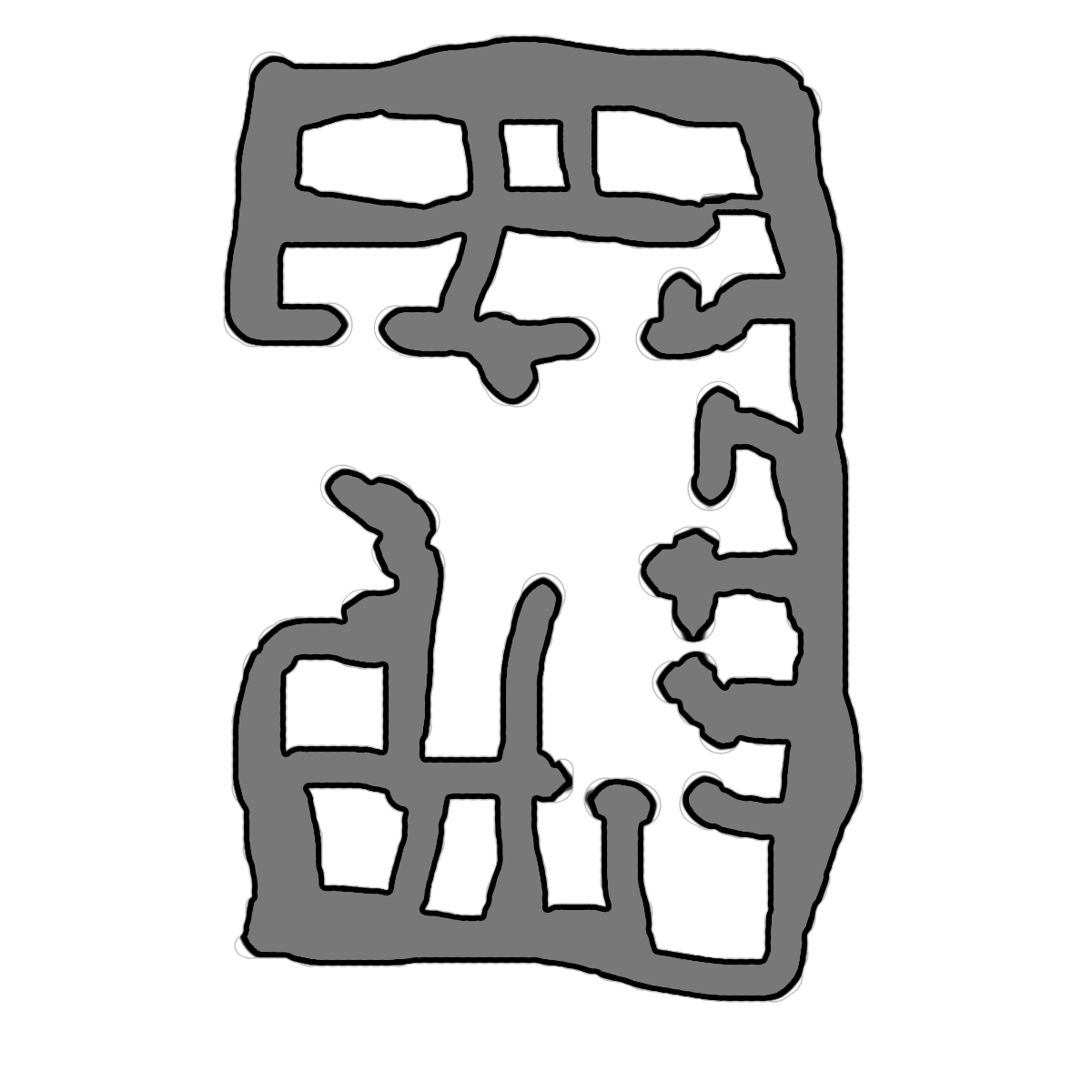
نقشه تیپ خانه‌های حیاط مرکزی در اواخر دوره نوسنگی پیش از سفال ب (بسطه)

منطقه جنوب شام در پایان دوران نوسنگی پیش از سفال آ و گذار به نوسنگی پیش از سفال ب دچار آشفتگی گسترده‌ای شد. در حدود ۶۵۰۰ (پ.م) سرانجام دیوار جریکو که بین کوچ‌نشینان شرقی و دشت‌های حاصل‌خیز فلسطین قرار داشت فروریخت. از سکونت‌گاه‌های شاخص این دوره، به جز اریحا که مهاجمانش خود بر خرابه‌های آن اریحای جدیدی بنا کردند، می‌توان به الخیام، بیضا، بعجه، بسطه، و عین غزال اشاره‌کرد.
ساختمان‌های آیینی در عین غزال با استفاده از مبلمان ویژه‌ای (اجاق اندودشده، تشتک و محراب) از ساختمان‌های مسکونی قابل تشخیصند. این ساختمان‌ها به شکل قابل توجهی تمیز نگه داشته می‌شدند.
در روستای عین غزال در نزدیکی امان اردن (نوسنگی پیش از سفال ب) نشان نوسازی خانه‌ها دارد. خانه‌ها تعمیر شده و کوچکتر شده‌اند، که احتمالاً به این منظور بوده که جایی برای ساخت خانه برای فرزندان ایجاد شود.
در کفار هحورش یک گودال از خاکستر یافت شده‌است که در آن استخوان انسان و حیوانات به شکل نیمرخ یک حیوان روی زمین چیده شده‌اند.
اصلی‌ترین کانسپت معماری روستاهای دوران نوسنگی پیش از سفال ب واحدهای چهارگوش است که گاهی بیش از یک حجره داشته‌اند. چند نقشه بنیادین در خانه‌های این دوره هست: تازه‌واردان اریحا خانه‌های خود را به شکل مستطیل به دور حیاطهای مرکزی سازمان دادند که در آن آشپزی انجام می‌شد. هر خانه شامل چندین اتاق بود که با درهای عریض به هم متصل می‌گشتند. بین این خانه‌ها چندین ساختمان عمومی برای پرستش خدایان ایجاد شده بود.
در دوران نوسنگی پیش از سفال، نقشه خانه‌ها که در دوران نوسنگی پیش از سفال آ وجود داشت به تدریج به شکل مستطیل درآمد. به گفته فلانری، نقشهٔ مستطیل شکل به خانه‌ها این اجازه را می‌دهد که چند اتاق داشته باشند.
به عقیدهٔ هانتر-اندرسون تغییر نقشه خانه‌ها از دایره به مستطیل نشان از تغییر عمیق‌تری در زندگی بشری است. او می‌گوید همان‌طور که ظرف‌های گرد مثل قوطی برای نگهداری مواد همگون (مثل دانه‌های برنج) و ظرف‌های مستطیلی مثل جعبه‌ابزار برای نگهداری از مواد غیرهمگون (مثل ابزارها) به کار می‌رود، معماری نیز، که برخی آن را ظرف رفتارهای آدمی تعریف کرده‌اند، به تناسب تغییر رفتارهای انسانی متحول شده‌است. هانتر-اندرسون سه جنبه تأثیرگذار بر شکل خانه‌ها را شناسایی می‌کند: یکی گوناگونی و همزمانی فعالیت‌های افراد، دیگری تعداد آن‌ها، و سومی میزان مواد و ابزارهای مرتبط.
به گفته لاو، خشت خام یک مصالح پیش‌ساخته و مصنوع است که همه عناصر طبیعی --خاک، آب، هوا، و آتش (به شکل بازماندهای سوخته‌شده) را در خود دارد که برای ساخت یک محیط اجتماعی به کار می‌رفت؛ و زندگی در محیطی ساخته‌شده از مصالح مصنوع تجربه‌ای متفاوت با زندگی در محیطی ساخته شده از مصالح طبیعی (سنگ) است.
شواهد نشان می‌دهند تغییر شکل نقشه‌ها از دایره‌ای به مستطیلی پیش از به وجود آمدن فناوری خشت خام بوده و این تغییر نقشه به ضرورت مصالح را رد می‌کند.
در دوره‌های قبلی از گل به عنوان ملات یا برای ساخت مبلمان استفاده شده بود، ولی در این دوران گل به مصالح اصلی معماری تبدیل شد.
در مواردی سنگ و خشت خام به همراه هم استفاده شده‌اند.
استفاده از خشت خام در این دوران چنان رونق گرفت که برخی دوران نوسنگی را «عصر گِل» نامیده‌اند.
به خاطر کمبود سنگ و نیاز به آن برای ساخت بناهای دفاعی، در این دوران خانه‌ها با استفاده از خاک ساخته می‌شد. خاک مزایا و معایب خود را داشت. کار با گل و خانه‌سازی با آن آسان‌تر از کار با سنگ است و به مهارت چندانی نیاز ندارد. در عوض باید تمهیداتی در مورد محافظت در برابر رطوبت و ایستایی آن اندیشیده شود. همچنین سطح محقر گل نیاز به تزئینات و دکور را به وجود آورد. یک ابداع زیرکانه استفاده از لعابی بود که هم سطح گل را در برابر آب مقاوم می‌کرد و هم آن را زیباتر می‌ساخت.
خشت‌های خام جریکو با دست ساخته می‌شدند و در آفتاب خشک می‌گردیدند. واحدهای سکونتی احتمالاً بر پایهٔ خانواده گسترده شکل گرفته بودند. زباله‌ها در فضای بین خانه‌ها رها می‌شدند و تشکیل تل زباله‌هایی غول‌آسا می‌دادند.
محوطه‌های دورهٔ نوسنگی پیش از سفال ب بزرگترند و در کوهپایه‌ها کنار چشمه‌های قابل اطمینان آب قرار گرفته‌اند (به همین دلیل نام بسیاری از آن‌ها با عین یا آن که در عربی و عبری به معنای چشمه است آغاز می‌شود) در بسیاری موارد مکان آن‌ها به آن‌ها اجازه دسترسی به باغ‌های میانرودان را می‌دهد.

#### شام در نوسنگی پسین

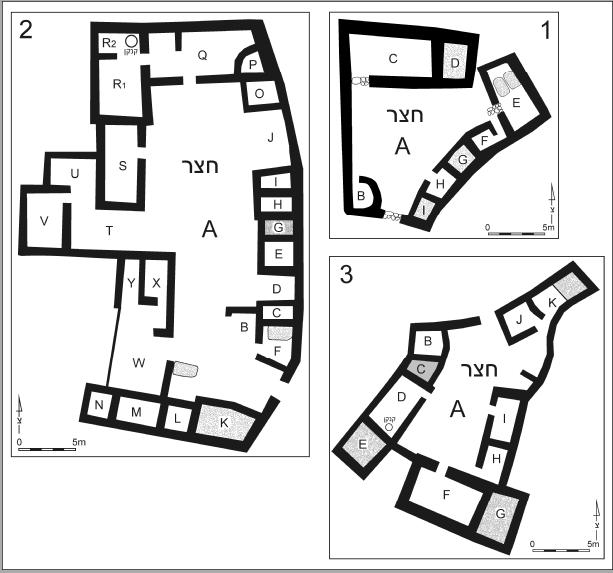
نقشه خانه‌های حیاط مرکزی در اواخر دوره نوسنگی پسین (شعر هگولان)

هویت مشرک شامی دوران نوسنگی پیش از سفال ب از میان رفت و فرهنگ‌های محلی (مثل یرموکیان و اریحای ده در جنوب شام و جبیل و حلف در شمال) شخصیت پیدا کردند و از یکدیگر متمایز شدند.
گرچه چند سکونت‌گاه وسیع وجود داشت (مثل شعر هگولان که بیش از ۵۰ هکتار وسعت داشت) ولی میل و جهت‌گیری عمومی، چه در شمال و چه در جنوب) به سکونت‌گاه‌های کوچکتر و پراکنده‌تر بود. در مورد دلیل این تغییر اجماعی بین محققان وجود ندارد، ولی به نظر می‌رسد رویداد ۸۲۰۰ ساله در آن بی‌تاثیر نبوده‌باشد.
این‌که شعر هگولان، محوطه شاخص فرهنگ یرموکی اولین نشانه‌های الگوی مفهومی شهر را دارا هست یا نه محل مناقشه است، و برخی آن را مربوط به ملاحظات محرمیت دانسته‌اند تا ملاحظات شهرسازی.
جمعیت قابل توجه، دیوار دفاعی، و شبکه درهم پیچیده ساختمان‌های عمومی (معابد و منابع آب) عناصری هستند که جریکو را به سمت شهرسازی سوق می‌دادند. با این حال عنصر شهری که در جریکو وجود نداشت خیابان بود.

### جزیرهٔ قبرس

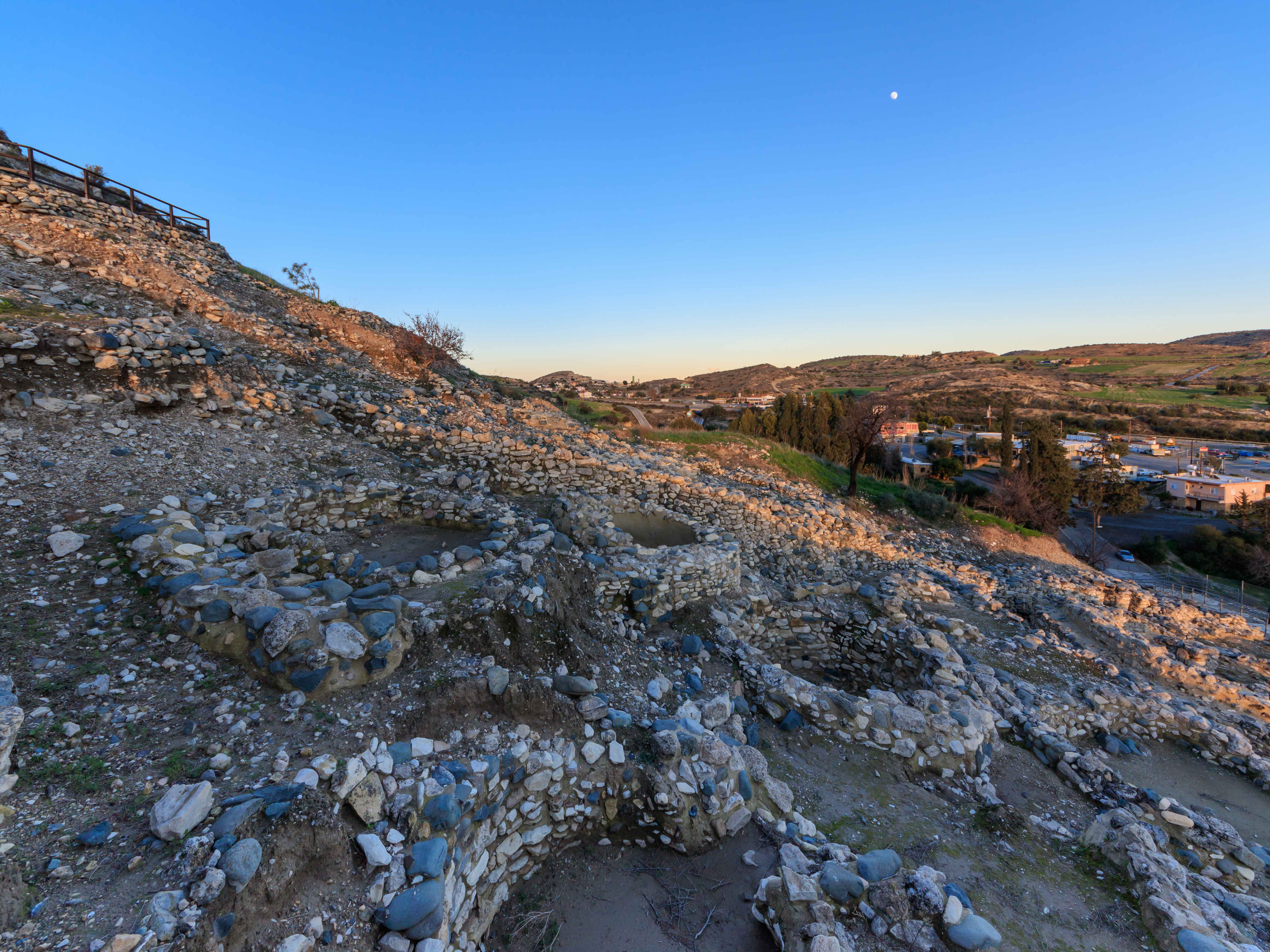
بازمانده خیابانی در خیروکیتیا که از رود مارونیو در دامنه تپه به سمت بالا امتداد داشته‌است.

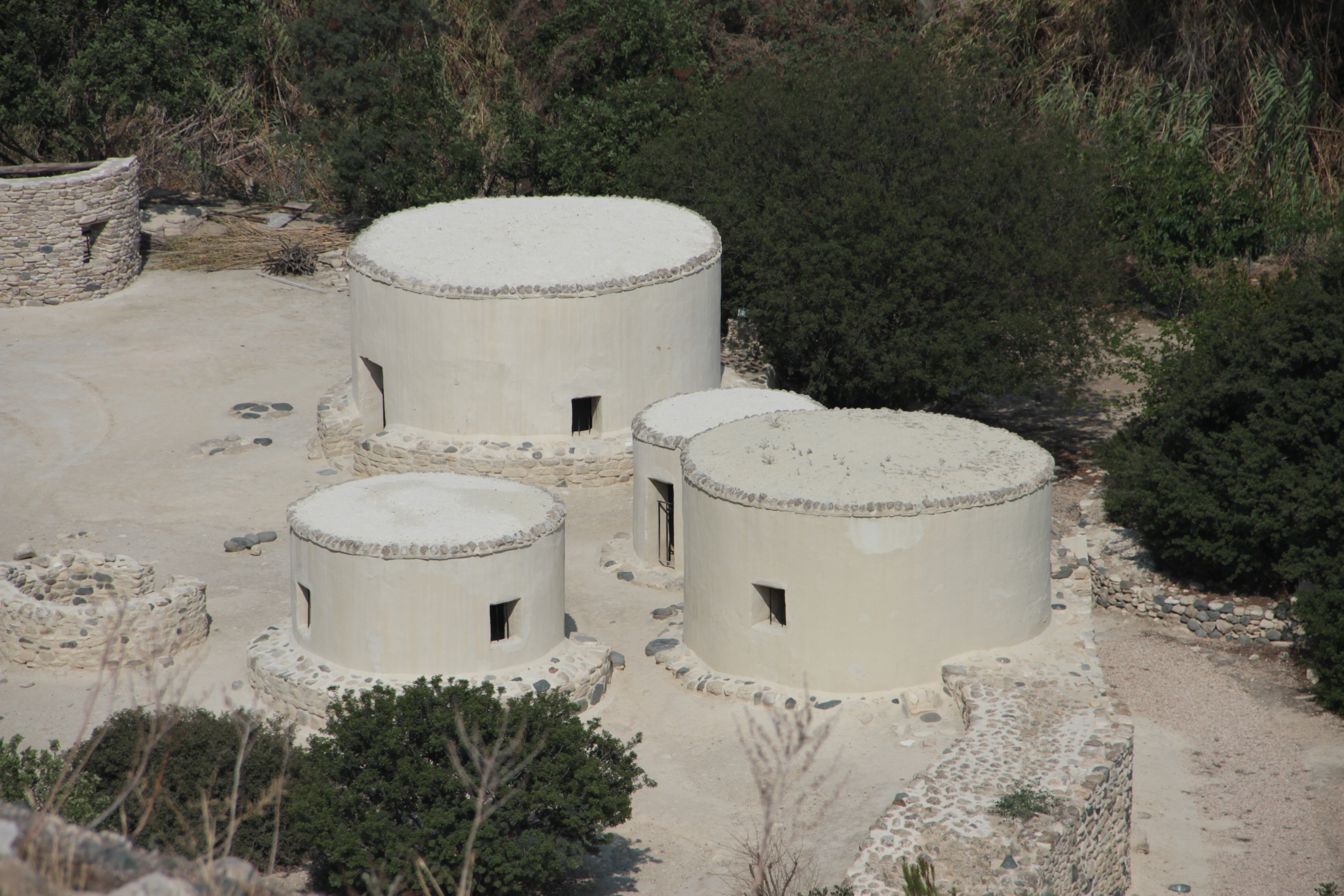
بازسازی خانه‌ها و خیابان خیروکیتیا

نخستین گونه‌های خیابان شهری در شهر خیروکیتیا ظاهر شدند.
سکونت‌گاه باستانی خیروکیتیا در هزارهٔ ششم پیش از میلاد در در دامنهٔ تپه‌ای در کرانه غربی رودخانه مارونیو در ساحل جنوبی قبرس پدید آمد.
این خیابان‌ها از کرانه رود به سمت بالای تپه می‌رفتند و از سمت دیگر تپه پایین می‌آمدند و همانگونه که دیوار اریحا به آن شهر شکل می‌داد، شکل کلی شهر را تعیین می‌کردند.
ولی بر خلاف اریحا که با دیوارش محصور شده بود، شکل کلی خیروکیتیا باز و قابل گسترش بود و به اندازه خاصی محدود نمی‌شد. رشد چنین شهری خطی بود و تنها به طول خیابان‌ها وابسته بود.
خانه‌ها در دو سوی خیابان قرار می‌گرفتند و از طریق این خیابان‌ها به آب رودخانه دسترسی داشتند
خیابان‌ها به شکل سکو، با سنگ آهک و به شکل قابل‌توجهی بالاتر از سطح زمین ساخته می‌شدند تا در مقابل فرسایش مقاوم باشند.
خیابان‌های خیروکیتیا، به عنوان نخستین گونه مکان عمومی ارتباط بین ساکنان این شهر و حس هویت و همبستگی آن‌ها را را تقویت می‌کردند. در برخی فواصل، خیابان برای ایجاد فضای استراحت در مسیر بین خانه و رودخانه گشادتر می‌شد که الگوی اولیه میدان در تاریخ معماری است خیابان‌های خیروکیتیا دو نتیجه فرعی داشتند: یکی اینکه اهمیت مکان‌های عمومی و بی مالک بودن آن‌ها، مسئولیت محافظت، پاکیزگی، و تعمیر آن‌ها را بر عهده مجموع شهروندان می‌گذاشت و دیگری اینکه خانه‌هایی که بر خیابان‌های اصلی قرار گرفته بودند ارزش بیشتری پیدا می‌کردند.

### آناتولی و میانرودان

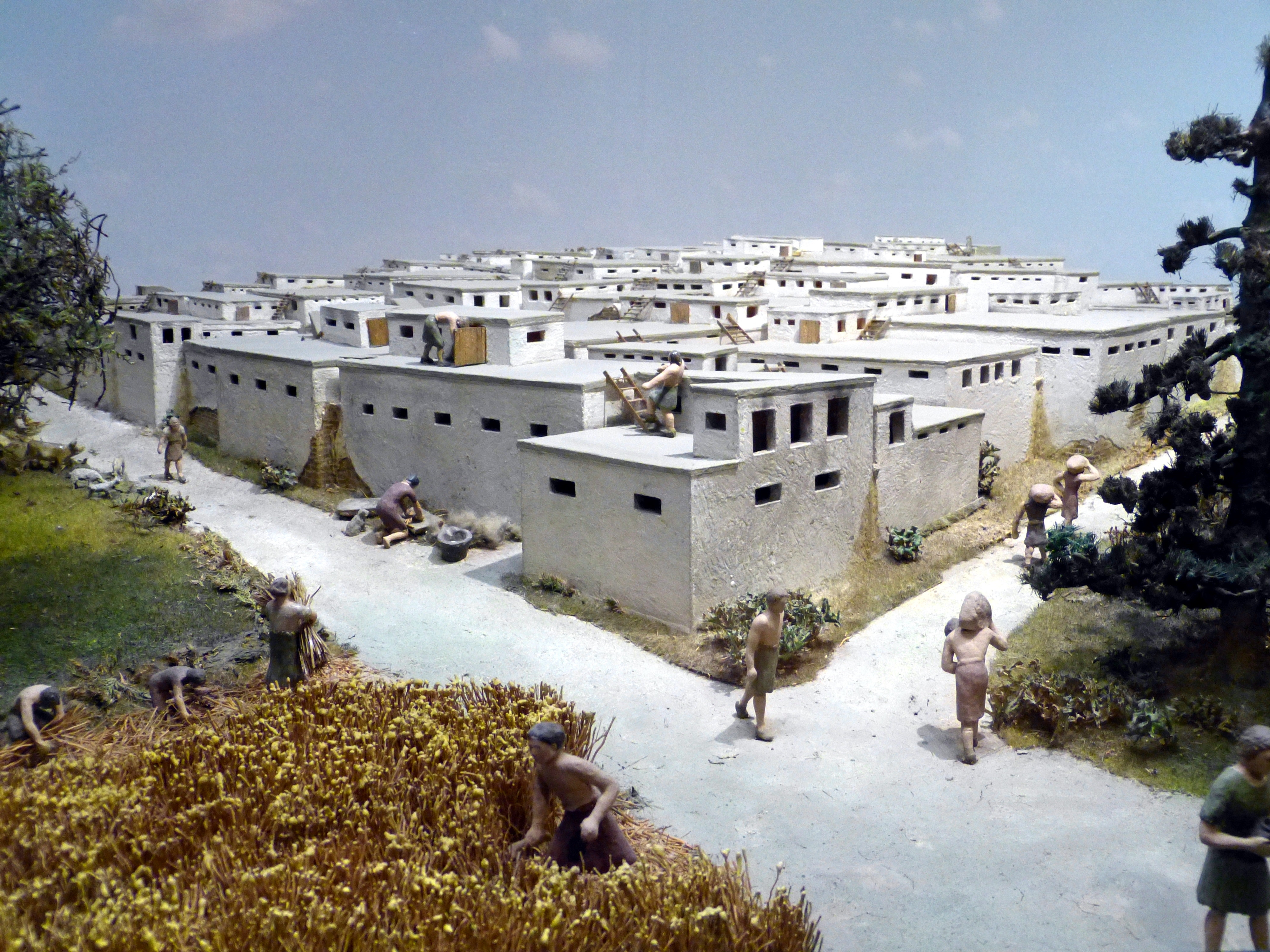
ماکتی از شهر چاتال‌هویوک در موزه پیشاتاریخ تورینگن در آلمان

(آناتولی) سکونت‌گاه قرمز دره که در اوایل دوران نوسنگی ساخته شده برای ظرافت و توجه به ملاحظات زیباشناختی در ساخت آن مورد توجه است. در هر خانهٔ قرمز دره یک ستون غیرسازه‌ای گلی قرارداده‌شده که به عنوان مبلمان به کار می‌رفته‌است. و این امر نشان می‌دهد که سنت تزئینات از اوایل دوران نوسنگی در منطقه وجود داشت.
در آناتولی در گذار از دوره نوسنگی پیش از سفال آ به نوسنگی پیش از سفال ب نقشه ساختمان‌ها از دایره‌ای به مستطیلی تغییر کرد، ولی همه سکونت‌گاه‌ها در این دوره به فناوری خشت خام گذر نکردند.

#### گوبکلی‌تپه
منطقه گوبکلی‌تپه به وضوح یک محوطه آیینی بوده و کارکرد مسکونی نداشته‌است.
گرچه از لحاظ گاه‌شناسی در دوره نوسنگی قرار می‌گیرد ولی به احتمال زیاد توسط مردم شکارچی-گردآورنده ساخته شده بود.

#### چاتال‌هویوک
در چاتال‌هویوک دو خانه دو طبقه یافت شده‌است.
چاتال‌هویوک در دشت قونیه آناتولی (ترکیه امروزی) است که تاریخ آن به ۶۵۰۰ تا ۵۷۰۰ برمی‌گردد و بزرگترین و پیچیده‌ترین مناطق باستانی بازمانده از دوران نوسنگی است که تا کنون توسط باستان‌شناسان کشف و حفاری شده.
شهر چاتال‌هویوک که حدود ده هزار نفر جمعیت داشته تجارت ابسیدین در منطقه را کنترل می‌کرده‌است. در آن زمان، ابسیدین یا شیشه آتشفشانی بهترین ماده برای ساخت ابزارهای نوک‌تیز بود و ازین رو تجارت آن موجب ایجاد صنعتی پرسود گشت که این خود باعث ثروتمند شدن شهر چاتال‌هویوک شد.
چاتال‌هویوک، برخلاف اریحا، حصار شهری و برخلاف خیروکیتیا کوچه و خیابانی ندارد. مهم‌ترین ویژگی چاتال‌هویوک این است که خانه‌ها به همدیگر چسبیده بودند و تنها راه دسترسی به آن‌ها از پشت بام و با نردبانی چوبی بود. این ویژگی باعث می‌شود که ایستایی آن‌ها از خانه‌های تک ایستاده بیشتر شود و هم‌چنین دفاع از شهر آسان شود.
هر حجره حداقل دو صفه چوبی به عنوان مبلمان داشت، و استخوان درگذشتگان زیر این صفه‌ها دفن می‌شد.
حدود چهل سازه از سازه‌های حفاری شده دارای تزئیناتی غنی است که باستان‌شناسان عقیده دارند عبادت‌گاه هستند. نقشهٔ ساختمان‌های عبادت‌گاه با نقشهٔ خانه‌ها یکسان است و تنها تفاوتشان در تزئین دیوارها با نقاشی‌های آیینی مربوط به الهه مادر است.
تخمین زده می‌شود برای ساخت هر خانه در چاتال‌هویوک ۵۰ مترمکعب خاک نیاز بوده‌است. برای هر خانه به حدود ۵۰۰ تا ۷۵۰ خشت نیاز بوده که پس از یک هفته خشک شدن، یک گروه پنج نفره می‌توانسته خانه را در دو هفته بسازد.
نقاشی‌ای که بر روی دیوار یکی از عبادت‌گاه‌های چاتال‌هویوک به دست آمده‌است نشان می‌دهد که این شهر بر اساس نقشهٔ قبلی ساخته شده‌است. اندازهٔ خانه‌های چاتال‌هویوک مختلف است ولی نقشهٔ یکسانی دارند. جنس دیوارهایشان از خشت خام است، و دیوارها و کف اتاق‌ها را رنگ‌آمیزی می‌کردند.

#### اربابا
در اربابا، که مربوط به دوران نوسنگی پیش از سفال ب است، مصالح اصلی سنگ آهک است که با ملات گل روی هم چیده شده‌اند. علت استفاده از سنگ وجود یک معدن سنگ در نزدیکی این محوطه است. به گفته لاو این امر نشان از تفکر منطقی به کار رفته در تصمیم‌های سازندگان این روستاست، چرا که ایشان می‌توانستند بنابر رسم آن دوره خانه‌هایشان را از گل بسازند ولی سنگ را انتخاب کردند.

### جدول اطلاعات محوطه‌های نوسنگی در خاور نزدیک
| نام سایت   | دوره                 | منطقه          | ایستایی                    | شکل نقشه          | مصالح                 |
| ---------- | -------------------- | -------------- | -------------------------- | ----------------- | --------------------- |
| اریحا      | نوسنگی پیش از سفال آ | شام            | مستقل و با دیوار           | دایره‌ای           | ترکه و اندود، سنگی    |
| قرمز دره   | نوسنگی پیش از سفال آ | شمال میانرودان | نیمه زیرزمینی              | دایره‌ای           | ترکه و اندود، خشت خام |
| اریحا      | نوسنگی پیش از سفال ب | شام            | مستقل و با دیوار           | مستطیلی           | خشت خام با پی سنگی    |
| بسطه       | نوسنگی پیش از سفال ب | شام            | مستقل و با دیوار           | مستطیلی           | خشت خام با پی سنگی    |
| شعر هگولان | نوسنگی پسین          | شام            | مستقل و با دیوار           | مستطیلی           | خشت خام با پی سنگی    |
| چایونو     | نوسنگی پیش از سفال آ | آناتولی        | نیمه زیرزمینی و بدون دیوار | دایره‌ای           | ترکه و اندود          |
| گوبکلی‌تپه  | نوسنگی پیش از سفال آ | آناتولی        | مستقل با دیوار             | دایره‌ای و مستطیلی | سنگ                   |
| هالان چمی  | نوسنگی پیش از سفال آ | آناتولی        | مستقل با دیوار             | مستطیلی           | سنگ                   |
| پینارباشی  | نوسنگی پیش از سفال آ | آناتولی        | نیمه زیرزمینی و بدون دیوار | دایره‌ای           | ترکه و اندود          |
| چایونو     | نوسنگی پیش از سفال ب | آناتولی        | مستقل با دیوار             | مستطیلی           | خشت خام روی پی سنگی   |
| چاتال‌هویوک | نوسنگی پیش از سفال ب | آناتولی        | مستقل با دیوار             | مستطیلی           | خشت خام               |
| کافر هویوک | نوسنگی پیش از سفال ب | آناتولی        | مستقل با دیوار             | مستطیلی           | خشت خام               |
| گریتیله    | نوسنگی پیش از سفال ب | آناتولی        | مستقل با دیوار             | مستطیلی           | سنگ                   |
| اربابا     | نوسنگی پیش از سفال ب | آناتولی        | مستقل با دیوار             | مستطیلی           | سنگ روی پی با خشت خام |
| کوشک‌هویوک  | نوسنگی پیش از سفال ب | آناتولی        | مستقل با دیوار             | مستطیلی           | خشت خام روی پی سنگی   |
| خیروکیتیا  | نوسنگی پیش از سفال ب | قبرس           | مستقل با دیوار             | دایره‌ای           | سنگ                   |

## اروپا در دورهٔ نوسنگی
زمانی که معماری از هستهٔ منطقهٔ خاور نزدیک به دیگر مناطق گسترش یافت، کارکرد و معنای آن به شکل قابل توجهی تغییر کرد. با رسیدن انقلاب نوسنگی به قارهٔ اروپا، دو موضوع معماری مورد آزمایش مردمان این سرزمین قرار گرفت: یکی خانه به مثابهٔ ارگانیسم و دیگری معناسازی سمبولیک برای ابدیت با ساختمان‌ها.

بازسازی خانه‌های لپنسکی ویر

(اروپا) سکونت‌گاه لپنسکی ویر در شبه‌جزیرهٔ حدود ۵۵۰۰ (پ.م) ساخته شده و نشان می‌دهد که در اروپا یکجانشینی سابقه‌ای طولانی‌تر از کشاورزی دارد. خانه‌های ذوزنقه‌ای شکل این سکونت‌گاه کف اندود شده و اجاق‌های تزئین شده دارند و به شکلی منظم در محوطه جایگذاری شده‌اند.
این به معنا نیست که این خانه‌ها از روی نقشه ساخته شده‌اند، بلکه مجموعه‌ای از اصول (احتمالا ناخودآگاه) وجود داشته‌است که تصمیم‌های سازندگان را هدایت می‌کرده‌است.

### خانه‌ها

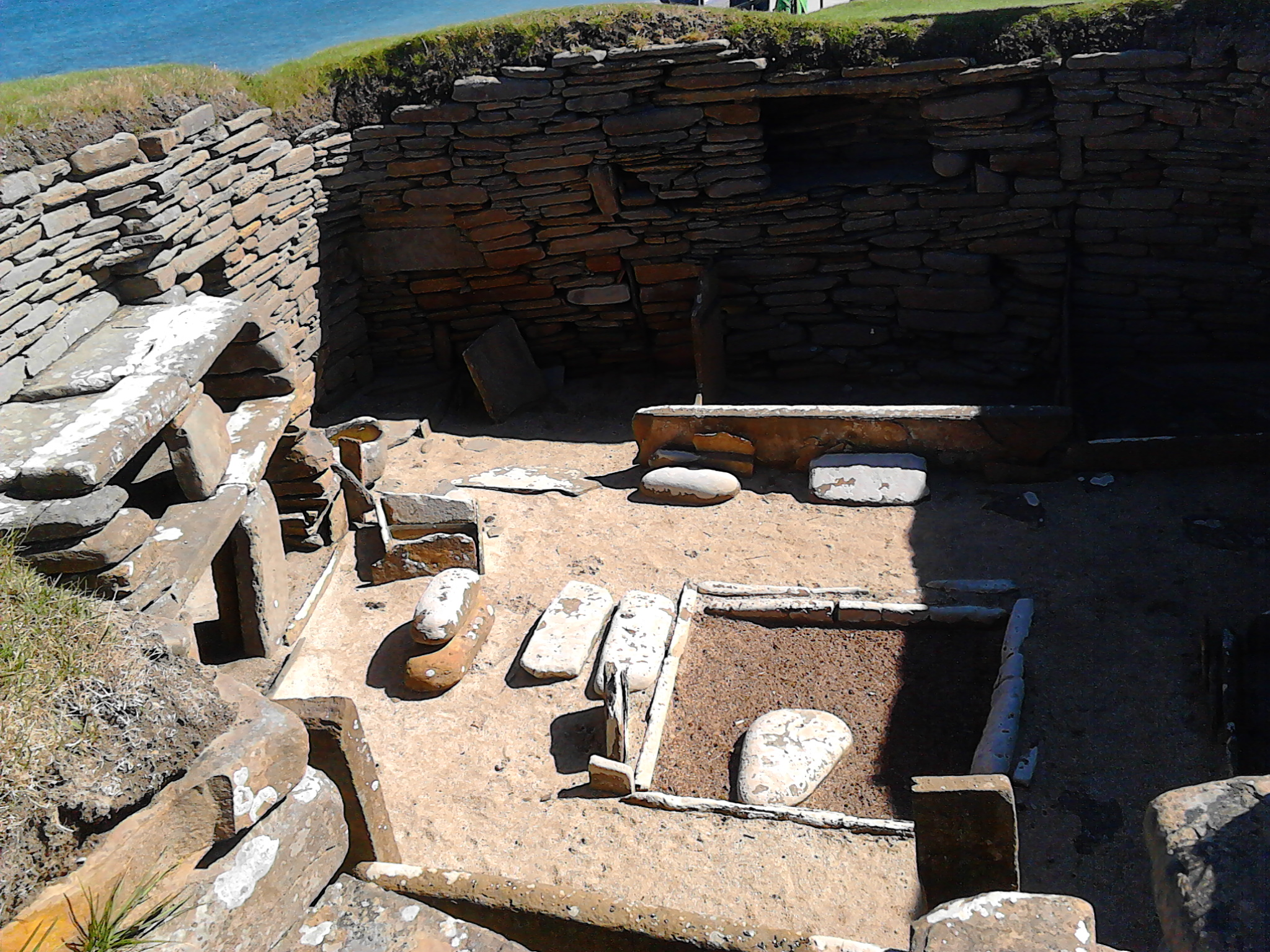
بازمانده یکی از خانه‌های «ساکرا برای». سقف خانه احتمالاً از پوست حیوانات و استخوان نهنگ ساخته شده بود.

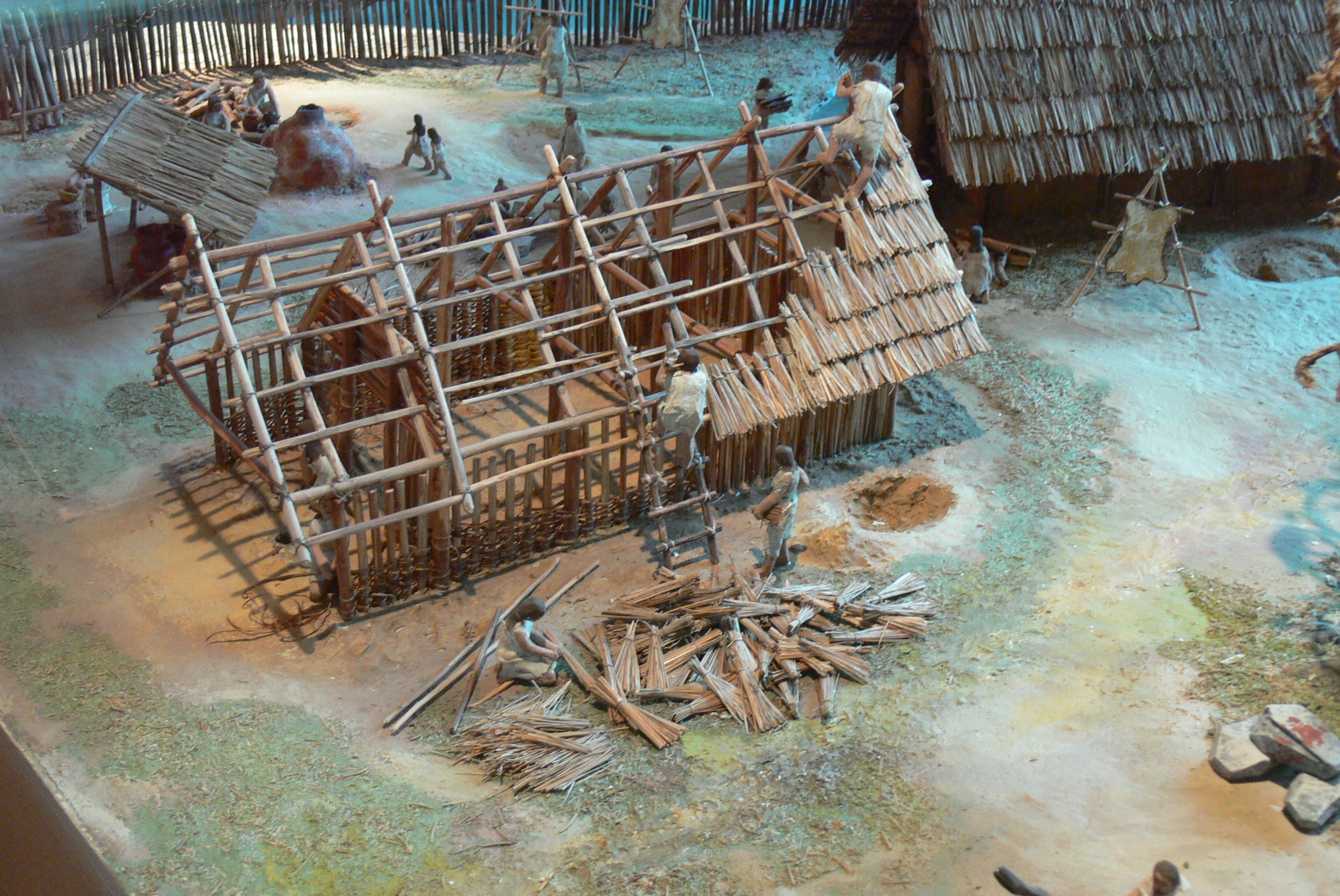
ماکت یک خانهٔ کشیدهٔ در حال ساخت

خانهٔ کشیدهٔ دوران نوسنگی گونه‌ای خانه باریک و بلند از جنس چوب بود که کشاورزان در گستره جغرافیایی اروپا از حدود ۶۰۰۰ (پ.م) به ساختن آن‌ها می‌پرداختند.
طول این خانه‌ها تا ۸۰ متر هم می‌رسیده و در هر کدام تعدادی خانواده زیر یک سقف زندگی می‌کردند.
در وسط فضای مرکزی کشیده یک آتشدان یا اجاق قرار می‌گرفته و بالای آن در سقف شکافی ایجاد می‌شده‌است تا دود را تهویه کند و به نور اجازه ورود بدهد. بالهای دو طرف این فضای مرکزی به عنوان طویله به کار می‌رفته‌است.
سکارابرای در اورکنی اسکاتلند که بین سال‌های ۳۱۸۰ (پ.م) و ۲۵۰۰ (پ.م) در آن زندگی جریان داشته در بین آثار بازمانده از اروپای دوران نوسنگی منحصر به فرد است. این سکونت‌گاه از هشت خانه کشیده تشکیل شده که با یک کوچهٔ کوچک سنگی به هم متصل می‌شوند و یک ارگانیسم فشرده را ایجاد می‌کنند.

### خرسنگ‌ها

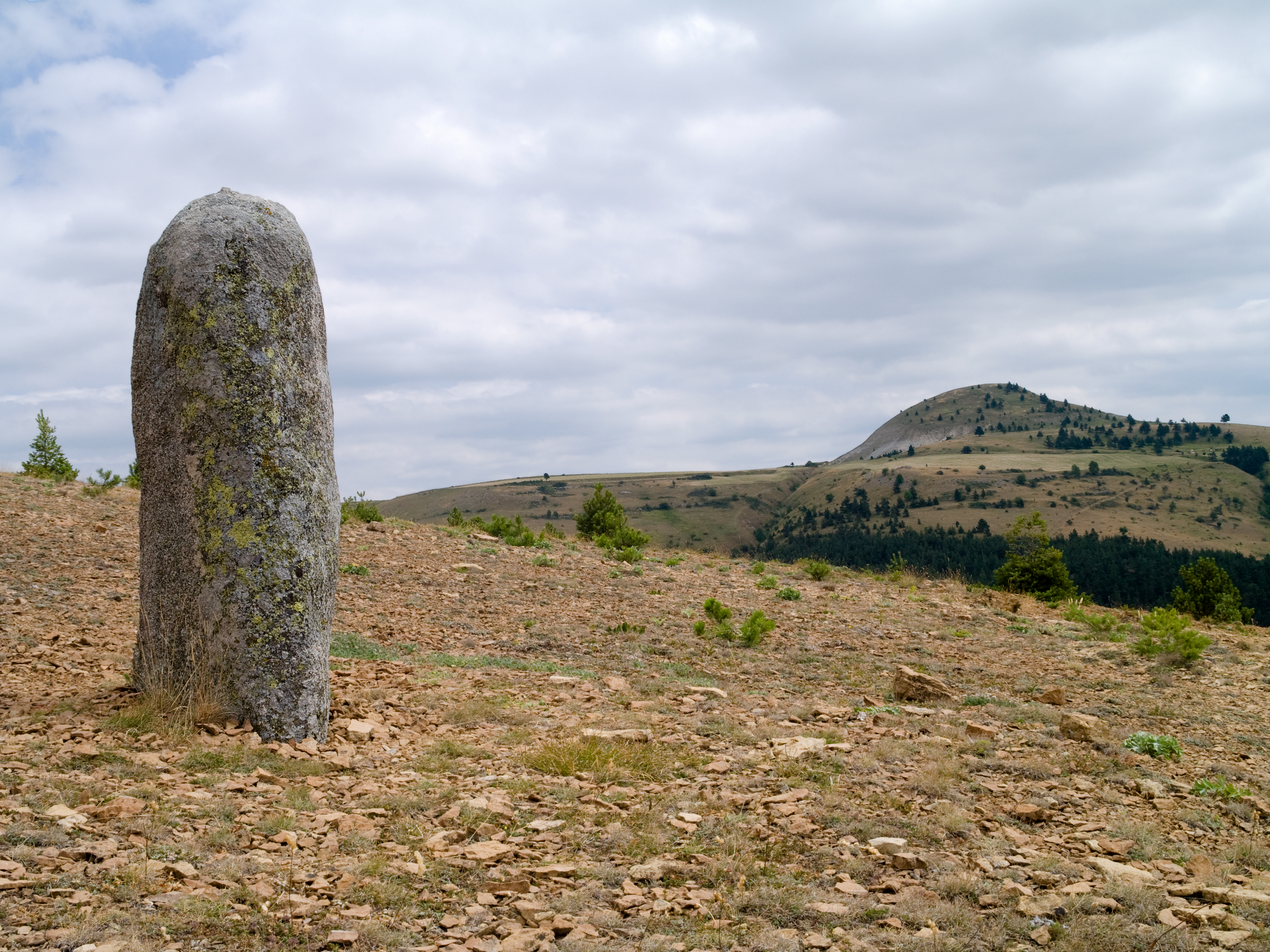
یک سنگ‌افراشت یکتا در لوزر فرانسه

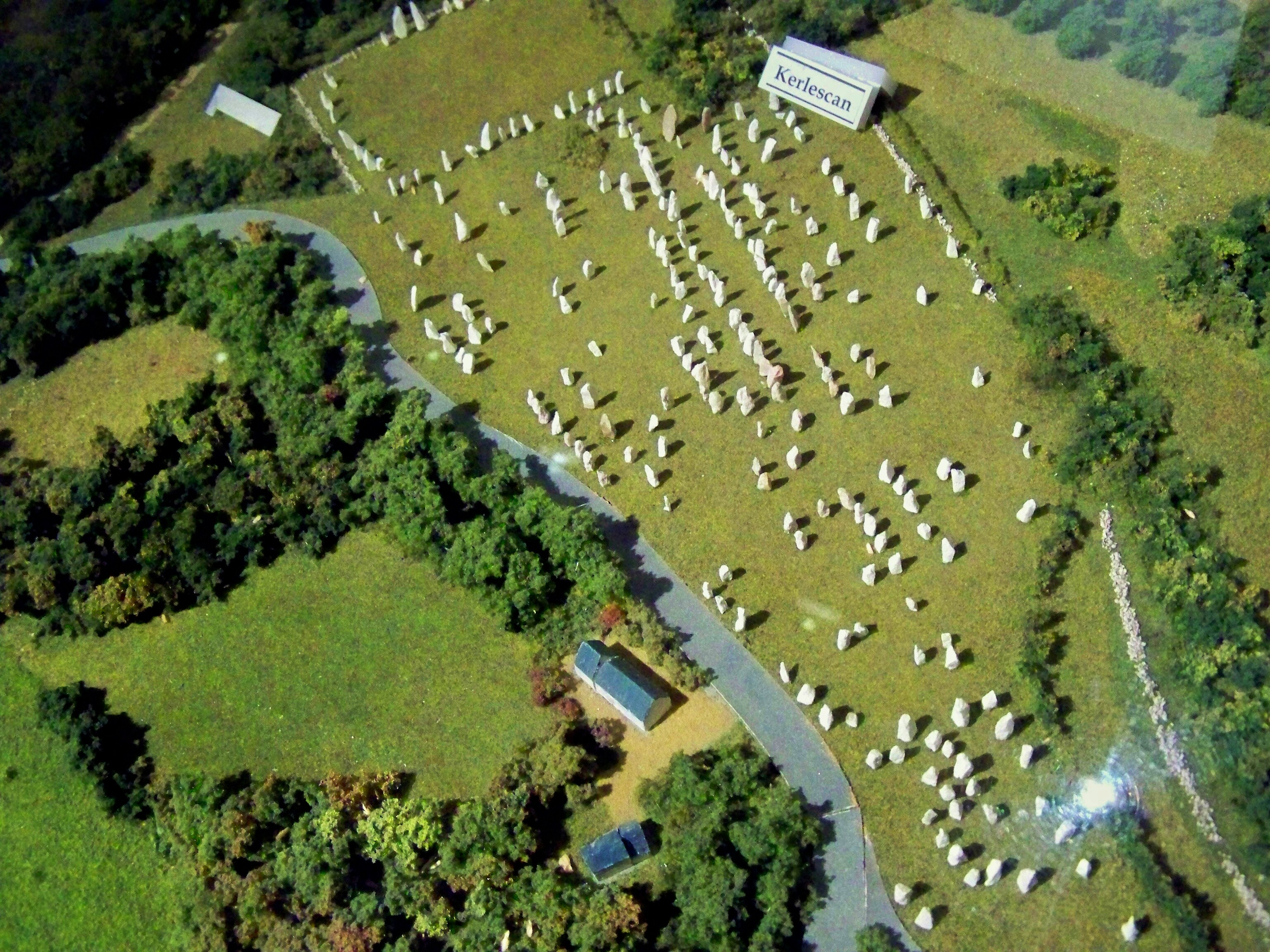
ماکتی از چینش خرسنگ‌های کرلسکن در کارناک

سازه‌های سنگی بلند، هم‌چون درخت‌هایی مصنوعی، برای نشاندار ساختن و به حافظه سپردن فضاهای برپا شدند.
این یادمان‌های سنگی یا خرسنگ نماد فناوری و همکاری انسان‌ها هستند.
این خرسنگ‌ها در هزاره پنجم پیش از میلاد در سراسر اروپای غربی پخش شدند.
سنگ‌افراشتها ساده‌ترین نوع خرسنگ‌ها بودند که با ارتفاع و حجم خود توجه رهگذران را از فواصل دور به خود جلب می‌کردند و خاصیت هدایت‌کنندگی اشتند.
در برخی موارد مانند خرسنگ‌های کارناک در بریتانی فرانسه، مجموعهٔ سازمان‌یافته‌ای از سنگ‌افراشت (که تشکیل یک سنگ‌ردیف را می‌دهند) تشکیل یک فضای تعریف‌شده را می‌دهند که کاشفان فضای را به حرکت در فضای باز دعوت می‌کند.
محوطهٔ خرسنگ‌های کارناک شامل خرسنگ‌های مِنِک (یازده ردیف همگرا از خرسنگ‌ها در سطحی به ابعاد ۱٬۱۶۵ در صد متر)، خرسنگ‌های کرلسکن (گروهی از ۵۵۵ سنگ کوچکتر در شرق خرسنگ‌های منک)، و خرسنگ‌های پتی-منک (گروهی از سنگ‌های بسیار کوچکتر در شرق خرسنگ‌های کرلسکن) می‌شود.
به عقیده کوستوف، این موارد اولین اشکال سازماندهی فضایی است که در هزاره‌های بعدی معماری را تعریف می‌کند.

### آرامگاها

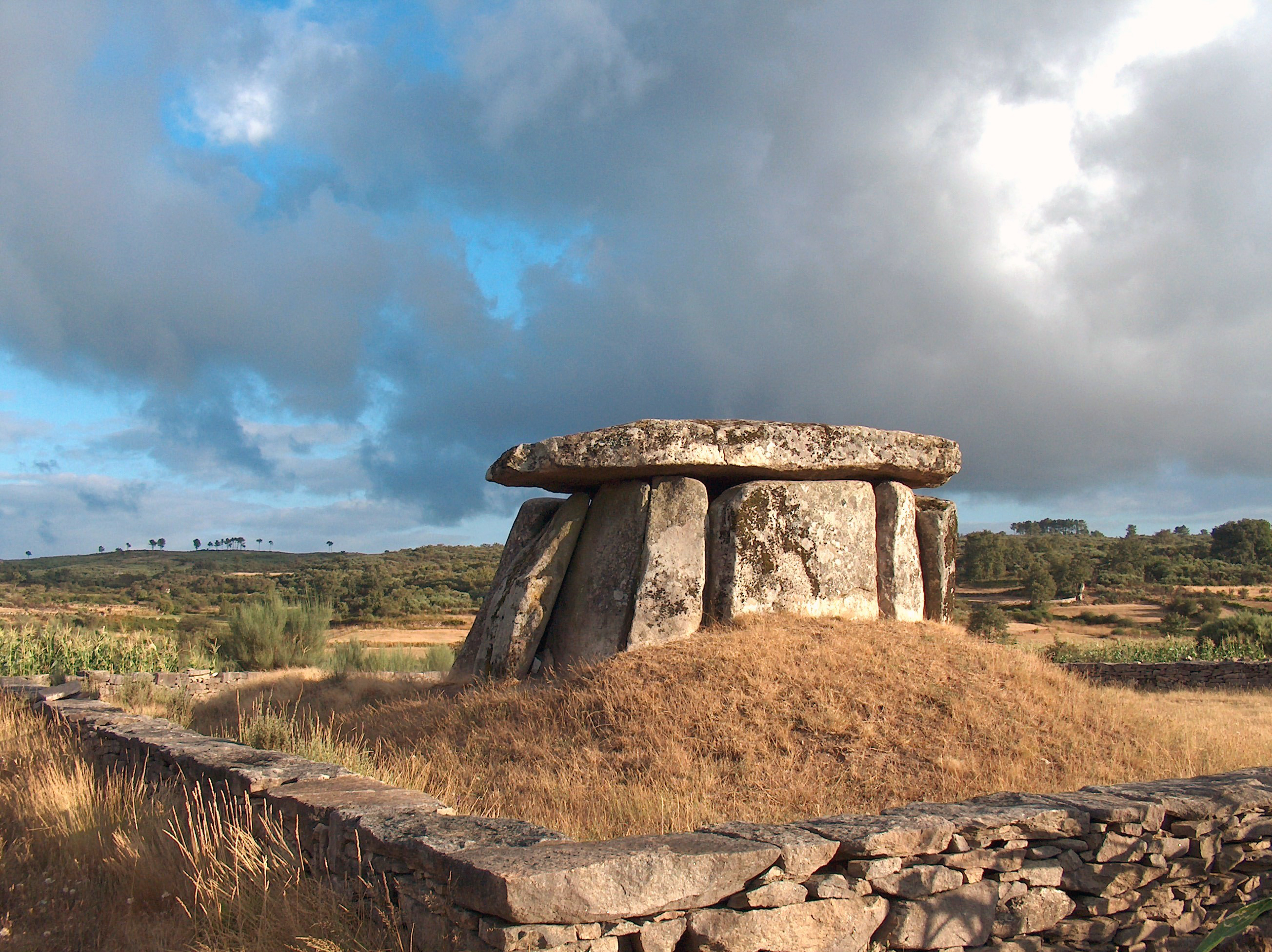
گور میزسنگی در پندیه پرتغال

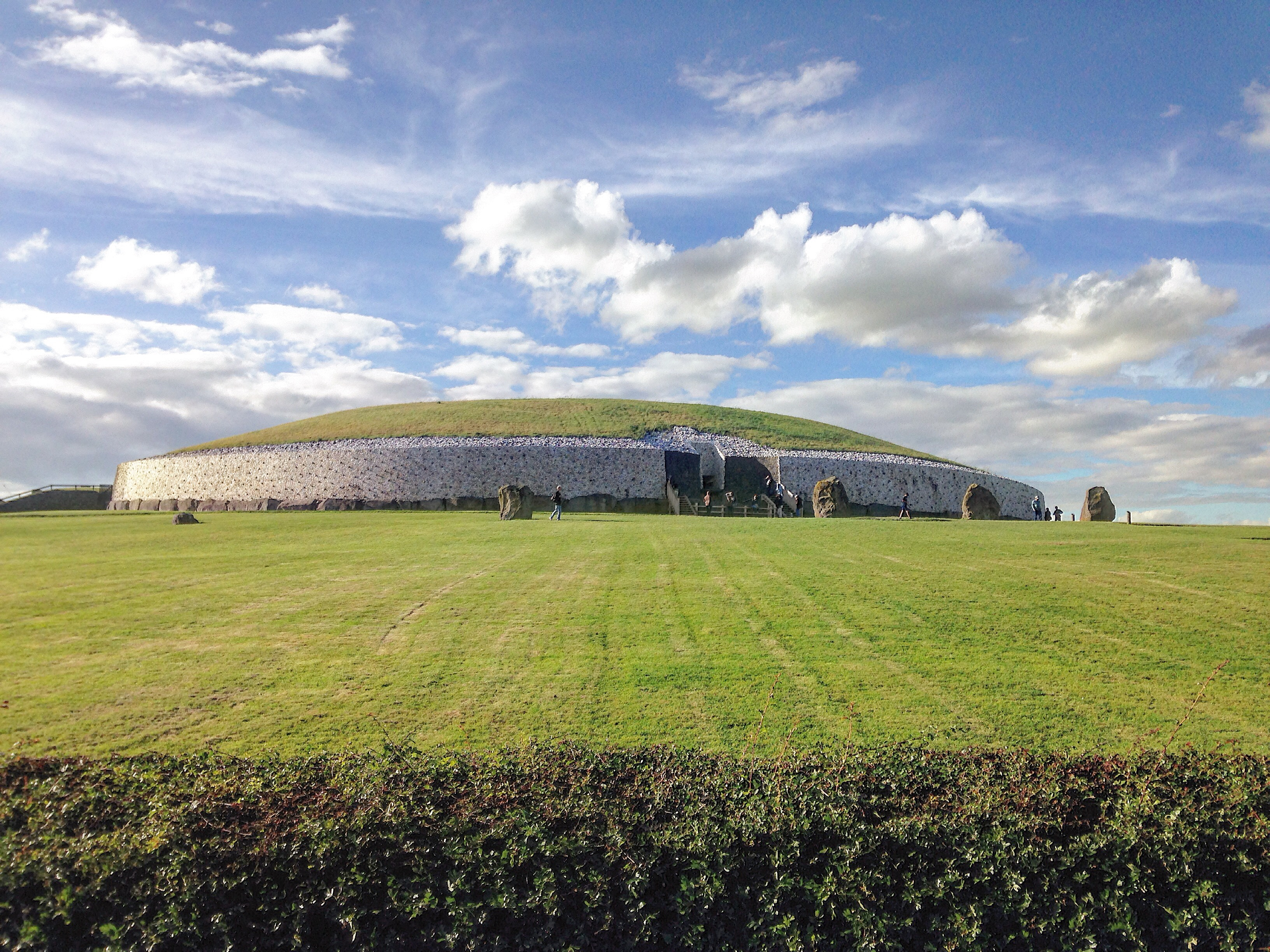
گور معبری نیوگرنج

خانه‌های کشیده اروپای دوران نوسنگی نشانی از اختلاف طبقاتی ندارد و افراد مهم‌تر خانه‌های بزرگتر ندارند. ولی به نظر اختلاف طبقاتی در این جوامع وجود داشته که خود را در یادمان‌هایی نمایان می‌کند که برای به خاطر سپردن افراد مهم برپا شده بودند. در شهر مردگان زیرزمینی حل-سفلینی در مالت بازمانده ۷۰۰۰ نفر کاوش شده‌است، ولی تنها چند نفر آنقدر اهمیت داشته‌اند که آرامگاه سنگی حجاری شده مخصوص خود را داشته باشند.
برخلاف سنگ‌افراشت‌ها و ردیف سنگ‌ها، آرامگاه‌های سنگی در دوران نوسنگی به شکل سرپوشیده ساخته می‌شد.
ساده‌ترین شکل این آرامگاه‌های سنگی، میزسنگ‌ها بودند که از چند دیوار سنگی و یک سقف سنگی نسبتاً صاف با تکنیک نعل-پایه تشکیل می‌شد.
میزسنگ‌هابین ۵٬۰۰۰ پ. م؛ و ۲٬۵۰۰ پ.م. در سراسر اروپا (از نروژ در شمال تا مراکش در جنوب) ساخته می‌شدند ولی قدیمی‌ترین آن‌ها را می‌توان در پرتغال یافت.
گورهای دالانی و گورهای معبری ازین پیچیده‌تر بودند. گورهای دالانی از ردیف دیوارهای سنگی تشکیل می‌شدند که روی آن با گورپشته یا سنگ چین پوشانده می‌شد. گورهای معبری شبیه گورهای دالانی بودند با این تفاوت که انتهای آن‌ها به یک تالار تدفین گرد ختم می‌شد.
دیواره‌های این گورها با روی هم گذاشتن سنگ‌های نامنظم (که به تکنیک سنگ‌چینی دیوسنگی معروف است) ساخته می‌شدند.
همچنین با گذشتن ارتفاع سازه از حدی مشخص، ردیف‌های بعدی سنگ به تدریج به سمت داخل پیش‌روی می‌کردند تا در نهایت به هم رسیده و سقف بسته شود و به این شکل وزن بار عمودی به تکیه گاه انتقال یابد. این روش بعدها در معماری به تکنیک پتکین شهرت یافت.
شناخته‌شده‌ترین گور معبری اروپا نیوگرنج در جزیرهٔ ایرلند است که نزدیک ۸۰ متر قطر دارد و حاشیه‌اش با ۹۷ سنگ محصور شده‌است. شاخص‌ترین این سنگ‌ها سنگ ورودی است که تزئینات سنگینی دارد.
ورودی نیوگرنج به راهرویی به طول ۱۹ متر باز می‌شود که به اتاقی کوچک و صلیبی‌شکل می‌رسد. نمای ورودی را با سنگ‌های کوارتز برش‌خوردهٔ سفید (که احتمالاً از معدنی در ۱۶۰ کیلومتری جنوب نیوگرنج استخراج شده بوده) تزئین کرده بودند. جایگیری راهروی داخلی به گونه‌ای بوده که با طلوع آفتاب در انقلاب زمستانی نور خورشید از میان بازشویی پنهان در راهرو به عمق اتاق داخلی نفوذ می‌کرده‌است.

### مالت و معبدهایش

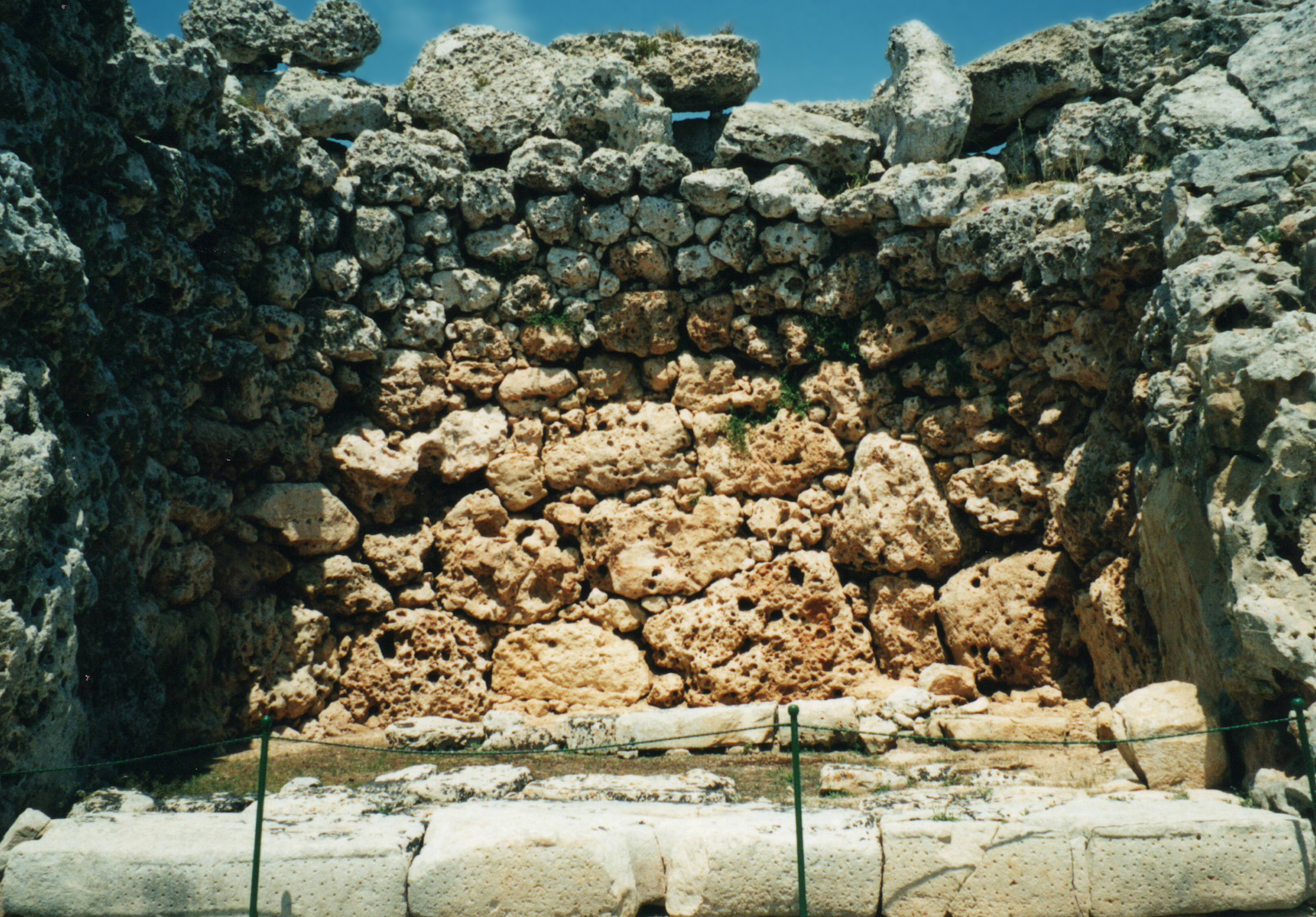
تکنیک پتکین در فضای داخلی جگانتیا در این تصور قابل تشخیص است.

نقشه معابد جگانتیا

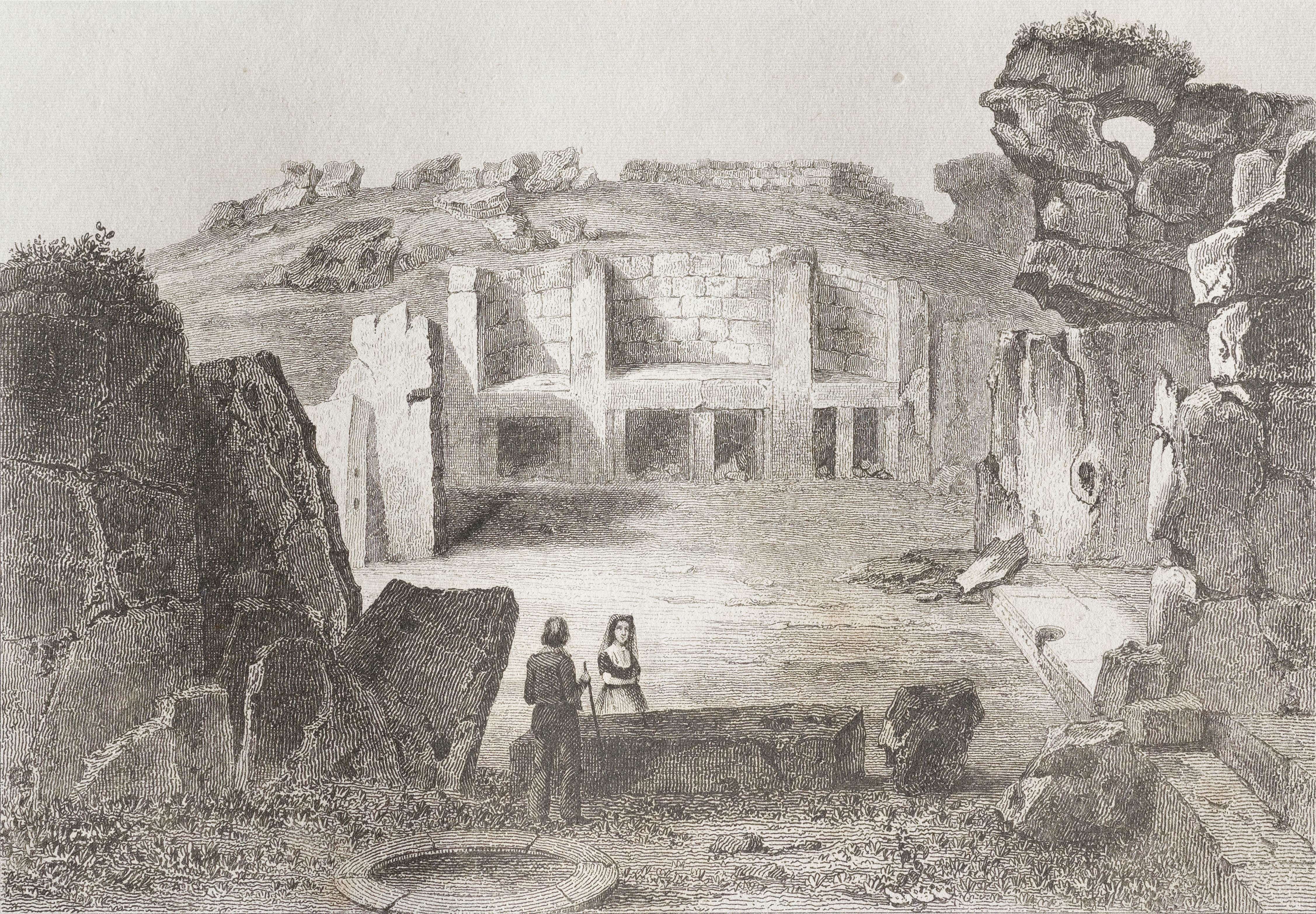
طرح سیاه‌قلم از معابد جگانتیا در سال ۱۸۴۸

مجموعه جگانتیا در جزیره کوچک غودش در مالت از دو معبد مستقل تشکیل شده که توسط یک دیوار بیرونی محصور شده‌اند. معبد بزرگتر به نظر قدیمی‌تر است و احتمالاً خودش نیز یکپارچه نیست.
معابد جگانتیا یک ساختمان منحصر به فرد نبوده‌است.
معابد پیشاتاریخی مالت با استفاده از ترکیبی از تکنیک‌های خرسنگی و دیوسنگی و مصالح محلی ساخته می‌شدند. دیوارهای حجیمشان متشکل از دو پوسته بود که بین‌شان با خاک و قلوه‌سنگ پر می‌شد. پوسته‌ها از نوعی سنگ آهنگ به نام کورالین ساخته می‌شد که در برابر خوردگی مقاوم است.
تلاشی برای تزئین و پوشاندن پوستهٔ سنگی در نمای بیرونی صورت نمی‌گرفت، ولی جدارهٔ داخلی با سنگ‌های صیقل‌داده شده، شاخ گوزن، یا لایه‌هایی از جنس استخوان به ظرافت تزئین می‌شد. در اتصالات از نوعی سنگ آهنگ نرم و گرم به رنگ زرد غلیط به نام گلوبیگرینا استفاده شده‌است.
فضای داخلی معابد جگانتیا یادآور فضای غارهای مسکونی دوران دوران پارینه‌سنگی است. تفاوتی بین دیوار و سقف وجود ندارد، چرا که دیوار با بهره‌گیری از تکنیک پتکین تبدیل به سقف می‌شود.
به عقیده کوستوف، معابد جگانتیا نخستین گونه ساختمانی در تاریخ است. یک گونه‌های ساختمانی یک الگوی معماری است که برای هدفی خاص ساخته شده و بر اثر استفاده مکرر دارای اعتبار کلی است. مثلاً زیگورات، اهرام مصر، یا آسمانخراش دنیای معاصر هر کدام یک گونهٔ ساختمانی هستند.
حدود ۲۰۰۰ (پ.م) فرهنگ مالت مورد تهاجم قرار گرفت و معابد آن رها شده و به ویرانه تبدیل گشتند.

### استون‌هنج

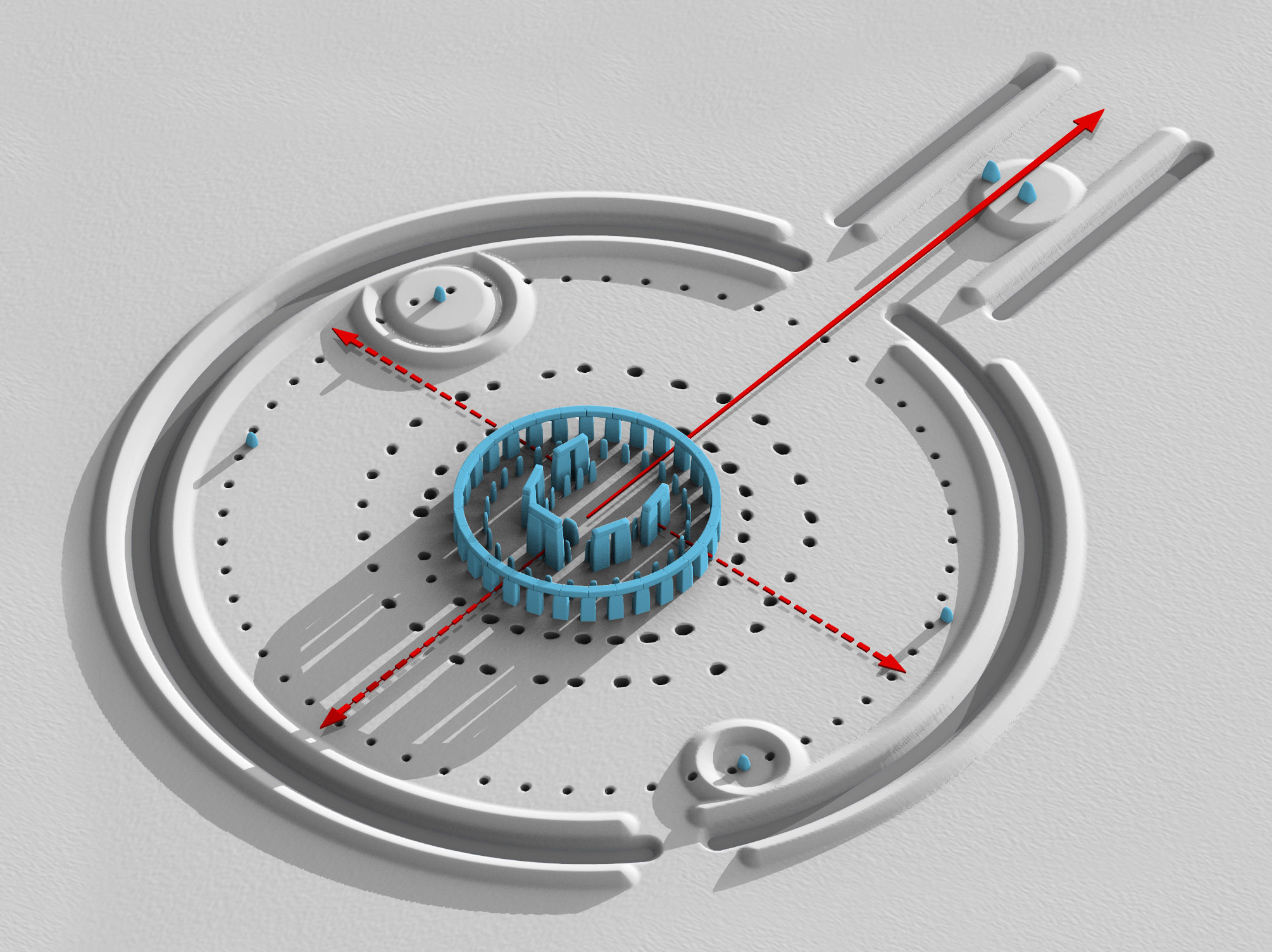
رندر سه‌بعدی از استون‌هنج. آبی= خرسنگ‌ها، قرمز: محورهای نجومی سایت، سفید= خاک

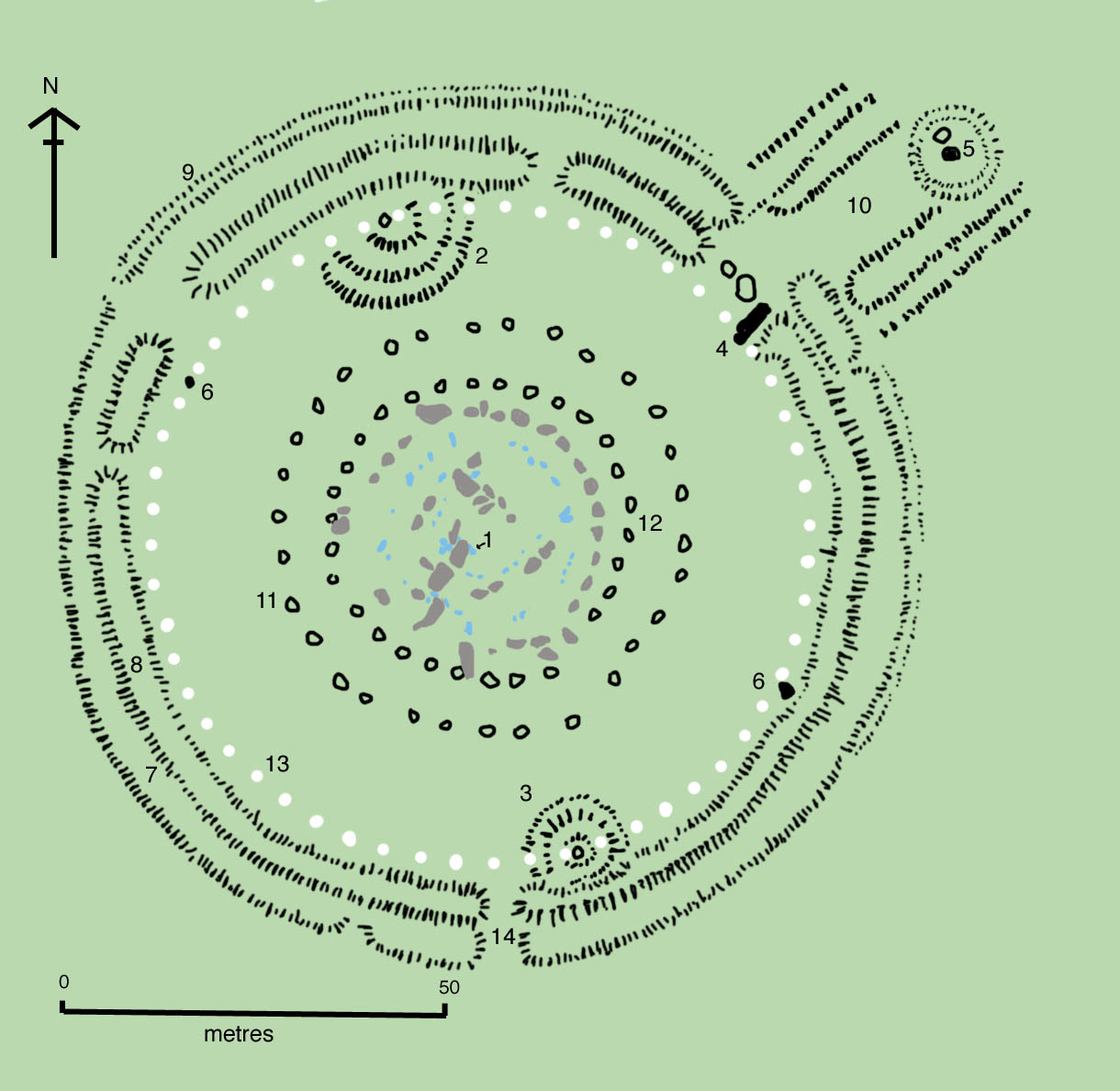
نقشه استون‌هنج راهنما: ۱- سنگ‌های نیایش‌گاه ۲ و ۳- گورپشته بدون قبر ۴- سنگ قربانی افتاده، متر طول ۵-سنگ هیل ۶- دو تا از چهار سنگ گوشهٔ باقیمانده ۷-خندق ۸-کرانه داخلی ۹-کرانه خارجی ۱۰-مسیر دسترسی، حدود سه کیلومتر از دو ردیف موازی خندق ۱۱-حلقه‌ای از ۳۰ گودال، مربوط به گودال‌های Y ۱۲- حلقه‌ای از ۲۹ گودال، معروف به گودال‌های Z ۱۳- حلقه‌ای از ۵۶ گودال، معروف به گودال‌های آبری ۱۴-ورودی کوچک جنوبی

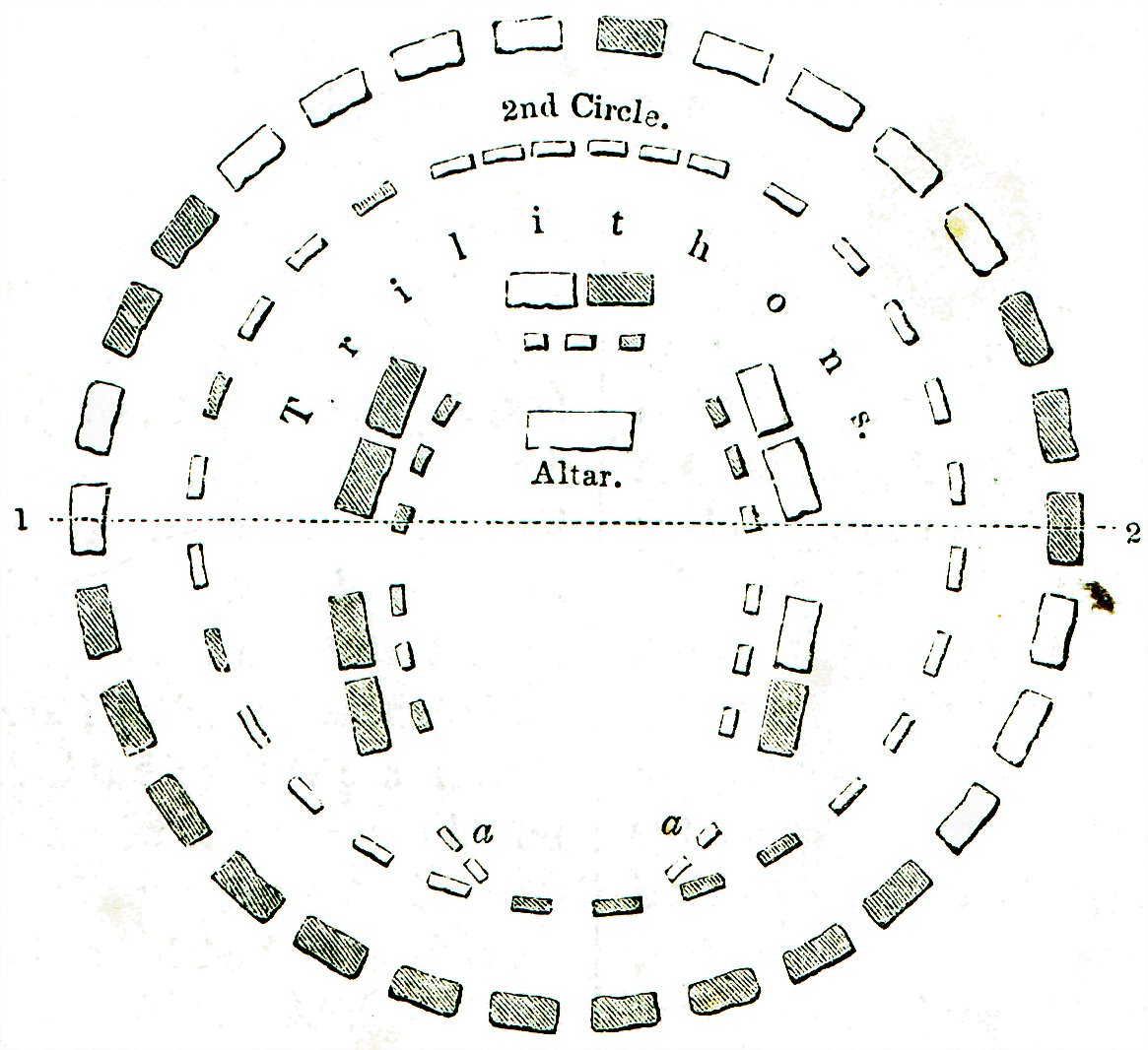
نقشهٔ بازسازی شده دایرهٔ داخلی استون‌هنج توسط دکتر استاکلی در دهه ۱۸۴۰. سنگ‌های سایه‌خورده در زمان تهیه کردن نقشه سر پا بوده‌اند.

استون‌هنج شناخته‌شده‌ترین اثر دورهٔ نوسنگی است.
در این یادمان که در طول هزار سال ساخته شده نشان‌هایی از دفن مردگان پیدا شده‌است، ولی به احتمال قوی این کارکرد اصلی استون‌هنج نبوده‌است. شمار زیادی از محققان باور دارند که استون‌هنج بر اساس دستورهای نجومی ساخته شده‌است و اهداف مذهبی داشته‌است.
در نخستین مرحله سازه یک دایره در زمین به قطر ۹۷٫۵۰ متر ایجاد شد که در طول تمام بازسازی‌های بعدی ثابت ماند این دایره باید با یک پرگار بزرگ تعریف شده باشد، احتمالاً طنابی از پوست گاو که به شاخه‌ای چوبی در مرکز دایره متصل شده بود.
مسیر پرگار با گچ مشخص می‌شد و با ابزارهای معمول کنده می‌شد و در دو کناره دپو می‌شد.
دایره تنها در یک جا قطع شده‌است، در شمال شرقی محوطه با دو خرسنگ کوچک ورودی استون‌هنج تعریف شده.
چند متر پشت ورودی، تک سنگ برجسته و خاکستری رنگی از جنس سارسن افراشته شده‌است که به سنگ هیل معروف است.
در قرن هجدهم کشف شد که اگر کسی در مرکز دایره سفید در صبح انقلاب تابستانی بایستد و به سوی سنگ هیل نگاه کند طلوع خورشید را در سمت چپ این حجم خواهد دید. چهار سنگ در گوشه‌های یک مستطیل عمود بر محور طلوع خورشید قرار داده شده بود. به نظر می‌رسد که این همه کاریست که در مرحله نخست استون‌هنج انجام شده بود که به استون‌هنج یک معروف است و به نظر می‌رسد حدود ۳۱۰۰ (پ.م) ساخته شده باشد.
چند قرن بعد این مکان مقدس دستخوش تغییراتی جدید شد که به استون‌هنج دو معروف است. یک جفت از خندق‌های گچی موازی، شبیه همان که محیط استون‌هنج را تعریف می‌کند، از ورودی محوطه تا رود ایوون در سه کیلومتری استون‌هنج کشیده شد تا مسیری به عرض هشت متر را تشکیل بدهد. این مسیر به کورسوس معروف است.
در میان دایره یک حلقه دوگانه از سنگ‌های کبود شکل داده شد که به هم‌محور با کورسوس یک ورودی نشانه‌گذاری شده داشت.
نکته قابل‌توجه در مورد سنگ‌های کبود این است که تنها منبع آن‌ها در انگلستان تپه‌های پرسلی ولز است که دستکم ۵۰۰ کیلومتر با استون‌هنج فاصله دارد. برای اینکار سنگ‌های کبود باید از راه دریا به رود ایوون منتقل می‌شدند و از آنجا تا استون‌هنج کشیده می‌شدند. این امر را می‌توان توجیه کورسوس دانست.
دشواری انتقال سنگ‌های کبود در این مسیر طولانی موجب شد تا استفاده ازین سنگ‌ها پیش از کامل شدن حلقه‌ها کنار گذاشته شود و آرایشی نو برای استون‌هنج در نظر گرفته شود که به استون‌هنج سوم معروف است.
درین آرایش خرسنگ‌های چندین برابر سنگ‌های کبود از مارلبورو منتقل شود. این سنگ‌ها در منبع برش می‌خوردند و سپس منتقل می‌شدند.
این سنگ‌ها به شکل سه‌سنگ (سازه‌ای که از دو سنگ عمودی فرورفته در زمین (ستون) و یک سنگ افقی قرار گرفته بر روی آن دو (تیر) تشکیل شده) در حلقه‌ای از گودال‌ها نظم می‌گرفتند و برای مقاوم کردنشان روی آن‌ها دایره‌ای از سنگ سارسن قرار گرفت تا یک تاج بسته در ارتفاع شش متری از سطح زمین شکل بگیرد.
تیرهای سه‌سنگ‌ها نیز با اتصال کام و زبانه به یکدیگر محکم می‌شدند.
نقشه نهایی با یک مجموعهٔ نعلی شکل داخل دایره تکمیل می‌شود که از پنج سه‌سنگ جدا از هم تشکیل شده‌است.
مجموعه نعلی شکل به سوی کورسوس و مسیر مقدس طلوع آفتاب در انقلاب تابستانی قرار می‌گرفت.
سنگ‌های کبودی که قرن‌ها پیش به استون‌هنج منتقل شده بودند بین دایرهٔ داخلی و مجموعهٔ نعلی شکل قرار گرفتند.
در نهایت آخرین تغییرات انجام شده در استون‌هنج قرن‌ها بعد در حدود ۱۵۰۰ (پ.م) با خفر دو حلقه از گودال‌ها (معروف به حلقه‌های Y و Z) انجام شد. هدف از حفر این گودال‌ها معلوم نیست.
برخی محققان استون‌هنج را «کامپیوتر دورهٔ نوسنگی» خوانده‌اند. بنابرین نظریه، ۵۶ گودال حلقه آبری مرتبط است با ۵۶ روز اختلاف بین هر پنج سال قمری با پنج سال شمسی، یا ۵۹ گودال حلقه‌های Y و Z با تعداد روزها در دو ماه قمری مرتبط است، یا ۱۹ سنگ کبود در اطراف مجموعهٔ نعل اسبی شکل با ۱۹ سال دوره متونی مرتبط است و قس علی هذا.
با این حال به عقیده کوستوف معنای اصلی استون‌هنج در آیین‌های مذهبی و تجلیل رویدادهای آسمانی نهفته‌است و نه در گاهشماری. به گفتهٔ او پیچیدگی جزئیات این سازه که در طی هزاران سال شکل گرفته نمی‌تواند تنها برای سازمان دادن به مسائل پیش پا افتاده و روزمره باشد.
استون‌هنج نشانی است از ارادهٔ تمدن ساز جوامع انسانی و نشان‌گر همبستگی آن‌ها برای انجام اعمال بزرگ. به گفته کوستوف این نمونه کاملی است از آنچه که مکان عمومی تصویر می‌کند: محیطی برای آیین‌هایی که هر کاربر را به چیزی بیشتر از خود او و زندگی روزانه‌اش متصل می‌کند و به او حس تعلق به چیزی می‌بخشد.

## معماری نوسنگی در خاور دور و قارهٔ آمریکا
در آمریکای شمالی حتی تا زمان معاصر هم روستاهای بزرگ شکارچی-گردآورنده‌ها وجود داشت.

قدیمی‌ترین راه طراحی شده که سویت ترک نام دارد و درانگلستان واقع است مربوط به این دوره‌است.
تل اسود
guo
- Guo, Qinghua (2005). Chinese architecture and planning: ideas, methods, techniques. Stuttgart: Edition Axel Menges. ISBN 3-932565-54-1.

بانپو - جیانگ ژای - بیشولینگ
در چین دوران نوسنگی دو سنت کلی معماری شکل گرفت که تا سال‌های بعد در معماری این سرزمین باقی ماند: سنت چائو (لانه پرنده) و ژو (به معنی غار)
شواهد باستان‌شناسی نشان می‌دهد که دو سنت همزمان با هم شکل گرفته‌اند
چائو در جایی که زمین باتلاقی است و ژو در جایی که زمین از بادرفت و تراس تشکیل شده.

### سنت چائو در شمال چین
سنت اول معروف به چائو مختص فرهنگ یانگ‌شائو بود که در راستای رود زرد استقرار داشت. این سنت
شواهد باستان‌شناختی نشان می‌دهند که خانه‌های اولیه به شکل نیمه زیر زمینی ساخته می‌شدند. عمق چالهٔ این خانه‌ها حدود ۴۰ تا ۸۰ سانتی‌متر بود. نقشه خانه‌ها غالباً گرد بود و ۴ تا ۶ متر قطر داشت.
خانه‌ها به دور یک فضای باز میدان مانند ساخته‌شده بودند. مصالح آن‌ها چوب (تو) و خاک (مو) بود که با ترکیب آن‌ّها تومو به معنای خانه‌سازی است.

#### خانه بزرگ
در برخی از سکونت‌گاه‌ها خانهٔ بزرگی در میدان مرکزی ساخته می‌شد که به باور باستان‌شناسان یک مکان عمومی بوده‌است.
نمونه آن خانه‌ای در میدان مرکزی بانپو با نقشهٔ مستطیلی و اضلاع ۱۰٫۸ متر در ۱۰٫۵ متر است که سقف آن با چهار ستون به قطر ۴۵ سانتی‌متر برافراشته شده‌است.
نمونه دیگری از خانه‌های بزرگ در میدان مرکزی روستا در دادی وان است. این ساختمان نقشه‌ای مستطیلی به اضلاع ۱۶ متر در ۸ متر (نسبت ۲:۱) و سه در به عرض ۱٫۲ متر داشته. نسبت ۲:۱ نقشه این احتمال را به وجود می‌آورد که سقف ساختمان شیروانی بوده باشد.
یک رواق کوچک با ۱۸ ستون جلوی در ورودی اصلی جای گرفته بود. فضای داخلی ساختمان به شکلی متقارن تقسیم شده‌است. پنج اتاق کوچک در عقب ساختمان در نظر گرفته شده بود که می‌تواند اتاق شخصی روسای قبیله یا انبار باشد.
این خانه‌های بزرگ مرکزی در هزاره‌های آینده به الگویی برای معماری چینی تبدیل شد.

### سنت ژو در جنوب چین
سنت دوم، یعنی ژو مختص فرهنگ همودو بود که در جنوب چین مستقر بود.
تفاوت اصلی بین دو گونه مصالحی بود که ساختمان‌ها از آن ساخته می‌شدند.

### آمریکا
به جز تعدادی تبر و سرنیزهٔ مسی کشف شده در منطقهٔ دریاچه‌های بزرگ، مردم آمریکای شمالی و جنوبی و اقیانوس آرام تا زمان اولین ملاقات‌ها با اروپائیان مهاجر به آمریکا در حد دوران نوسنگی باقی ماندند.

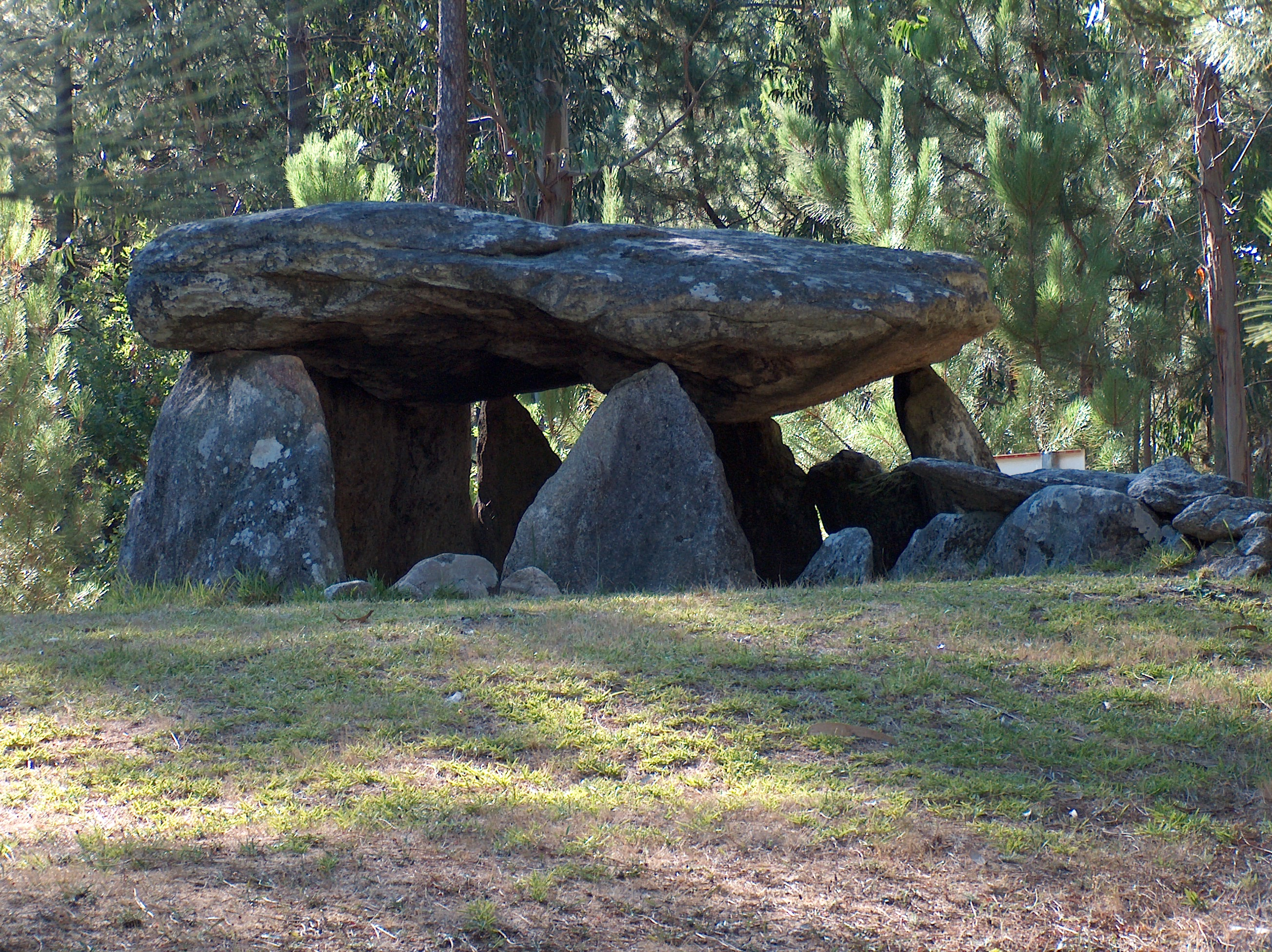
باقی‌مانده‌های کوتو استروس، پرتغال.